# Hotel Des Indes (Den Haag)

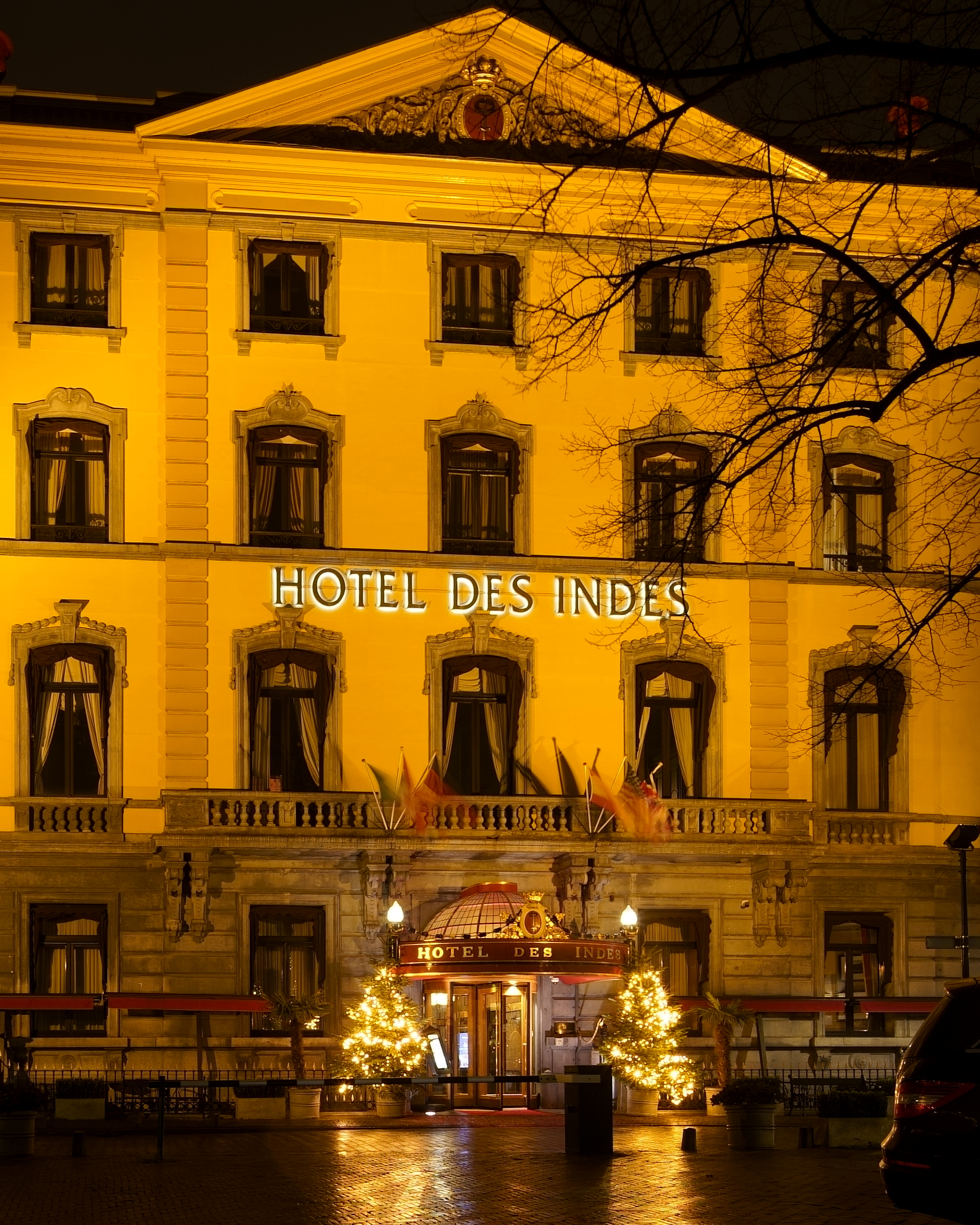
De entree

Hotel Des Indes is een hotel aan het Lange Voorhout in Den Haag. Het werd als woonhuis gebouwd in 1858. In 1881 werd het hotel geopend.

## Geschiedenis

### Paleis
Het stadspaleis is in 1858 gebouwd voor Thierry baron van Brienen van de Groote Lindt, een persoonlijk adviseur van koning Willem III die vaak in Den Haag verbleef. De baron kocht drie huizen aan het Lange Voorhout en de Vos in Tuinstraat en liet deze slopen. Eén daarvan was het museum Willem II, dat op de hoek van de Denneweg stond. Op deze plaats liet hij voor de som van 150.000 gulden een paleis bouwen door de architect Arend Roodenburg. De baron wilde een paleis hebben in het Haagse om daar feesten te kunnen geven. Het huis beschikte over een riant binnenhof, stallen, bedienden- en privéverblijven en een prachtige balzaal. Men kon door de huidige entree met de koets naar binnen rijden, en dan kon de koets in de rotonde, waar nu high tea wordt geserveerd, draaien om het pand weer te verlaten.
Na het overlijden van de baron in 1863 kwam het gebouw in het bezit van zijn zoon Arnold, maar vier jaar later werd het pand verkocht. Het paleis kwam in handen van hotelier François Paulez die het aan zijn dochter Alegonda schonk. Samen met haar man Friedrich Wirtz maakte ze er een hotel van.

### Hotel
Het paleis onderging een vier jaar durende verbouwing en werd op 1 mei 1881 geopend door prins Frederik, de oom van koning Willem III. Het kreeg de huidige naam geïnspireerd op het destijds beroemde Hotel des Indes in Batavia in de hoop reizigers uit Nederlands-Indië aan te trekken. In de gevel werd het familiewapen vervangen door het wapen van Batavia. Het hotel had in de beginjaren 120 kamers, er was slechts één badkamer per verdieping, maar in die tijd was dat al een luxe. Des Indes gold toen al als een hotel met verfijnde élégance. De beginjaren brachten veel overdadige feesten en exclusieve banketten. Het hotel had ook moeilijke tijden, maar toen er in 1899, op initiatief van tsaar Nicolaas II, in Den Haag de eerste vredesconferentie werd gehouden, zorgde de komst van vele regeringsleiders en diplomaten voor een aanzienlijke opleving. 
Des Indes heeft altijd geprobeerd vooruitstrevend te zijn. Zo had in 1900 al iedere kamer een directe telefoonverbinding met de receptie, en overal waren wastafels met koud én warm stromend water. In 1902 werd er een hydraulische lift gebouwd die werkte op de druk van de duinwaterleiding. In 1925 had het hotel een primeur in de vorm van een gigolo. In die tijd was het slechts een danspartner die ongehuwde dames vergezelde; pas later kreeg de term gigolo een andere - seksuele - betekenis.
In Hotel Des Indes hebben vele beroemdheden geslapen, waaronder buitenlandse staatshoofden, zoals Paul Kruger en Aristide Briand.

#### Overname aandelen en valsheid in geschrifte
In 1896 volgde C.F. Haller directeur Wirtz op, en in 1914 werd deze opgevolgd door mevrouw M.F. Haller-Rey en haar Monegaskische broer Jean-Jacques Rey. De Eerste Wereldoorlog gooide echter roet in het eten en het hotel ging bijna ten onder. In 1918 werden de aandelen voor 1.250.000 gulden door de Nederlandsche Uitvoer Maatschappij (N.U.M.) overgenomen, die een kantoor in het gebouw wilde vestigen. Op instigatie van burgemeester J.A.N. Patijn werd het stadspaleis echter (met een kleine winst: 85.000 gulden) verkocht aan de Dienst Domeinen van de Nederlandse Staat, zodat het pand als hoogwaardig hotel kon blijven bestaan. Rey en de heer en mevrouw Haller werden als exploitant aangesteld tegen een salaris en zouden samen 1/4 van de winst ontvangen. In de periode die volgde hebben de heer en mw. Haller geknoeid met de boekhouding en hebben zij zich verrijkt ten koste van het rijk en de gemeente den Haag. De heer en mw. Haller zaten vanaf december 1922 zelfs gevangen. Op 13 juni 1923 begon de rechtszaak. Onder andere bleek een stoffeerder op verzoek van mw. Haller gefingeerde posten in rekening te brengen, die aan hem uitbetaald werden, maar die hij in contanten en mw. Haller terugbetaalde. Er werd 2 jaar gevangenisstraf geëist, maar de veroordeling was 1 jaar gevangenisstraf met aftrek van het voorarrest.

#### Verbouwing met uitbreiding na brand

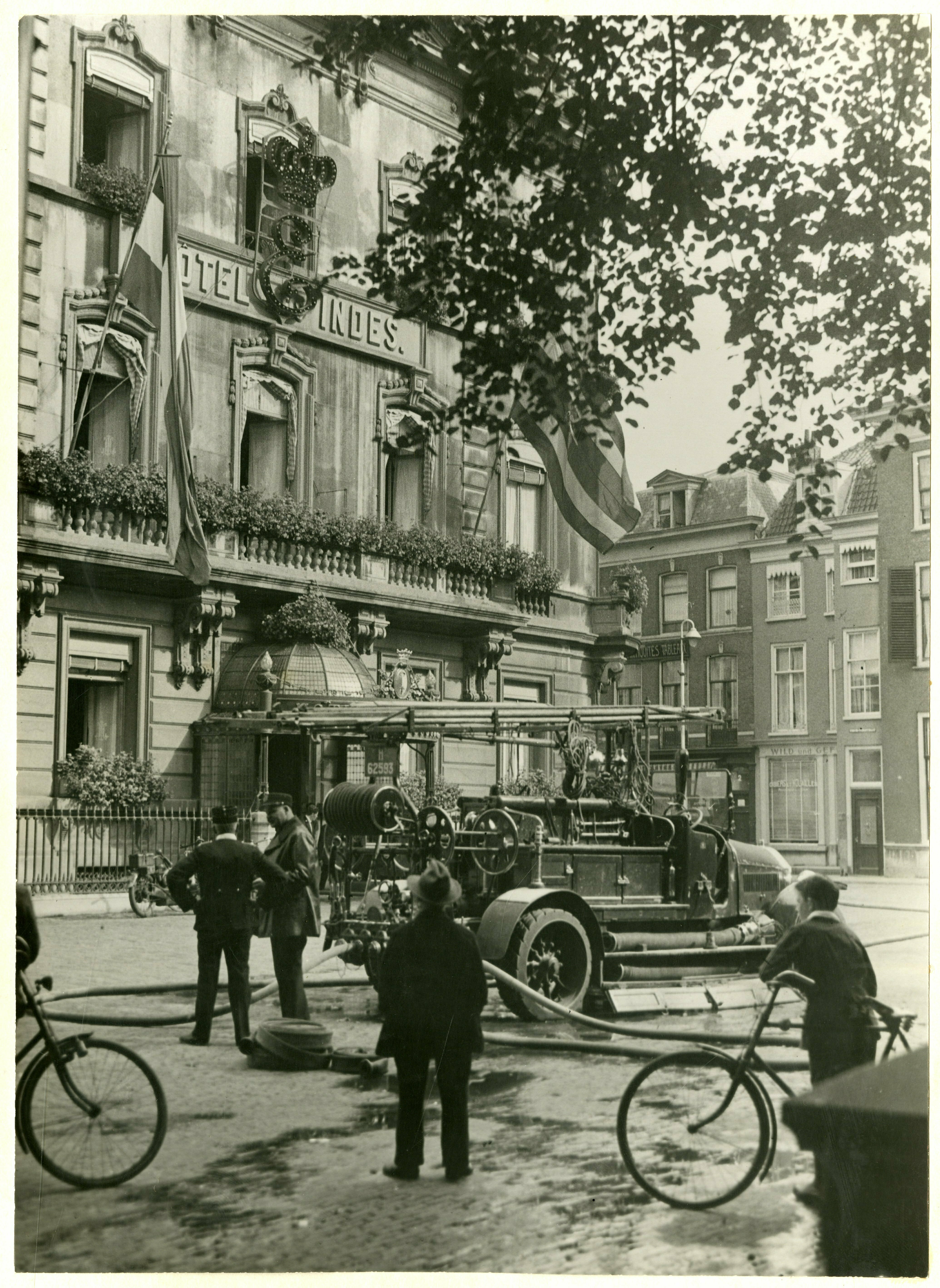
3 augustus 1930 na de brand

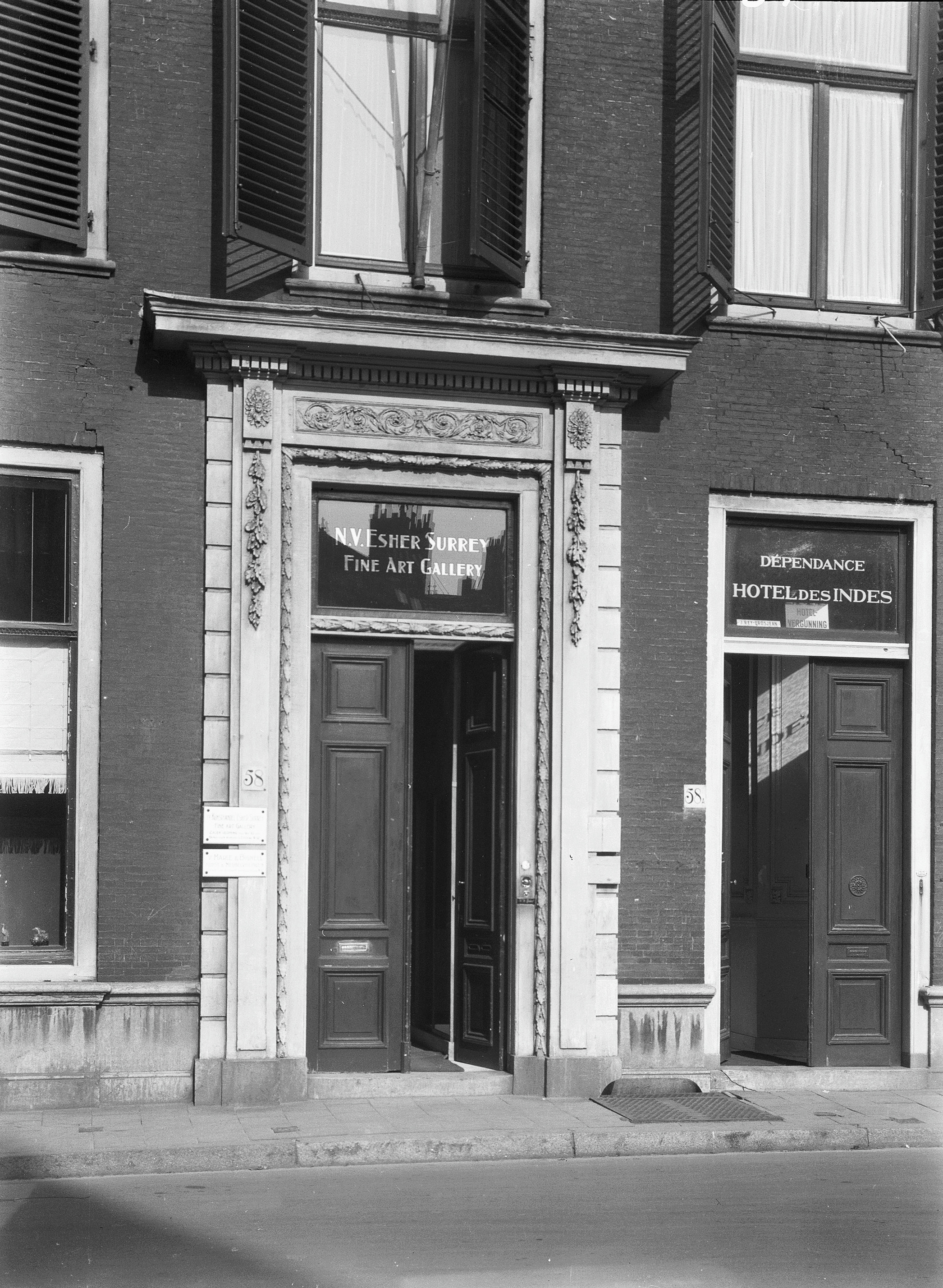
Lange Voorhout 58 (Esher Surrey) en 58A (Hotel Des Indes)

Nadat in 1892 al een vleugel was aangebouwd aan de zuidzijde werd het hotel opnieuw te klein bevonden. Begin 1904 was een uitbreiding van het hotel gepland die "wegens onvoldoende tijdsruimte" werd uitgesteld. In 1905 werden uiteindelijk twee vleugels bijgebouwd aan de Vos in Tuinstraat en Kazernestraat volgens een ontwerp van de architect Foeke Kuipers.
Vanaf circa 1925 werden de bovenverdiepingen van de galerie Esher Surrey op Lange Voorhout 58 als "flats" gehuurd bij de dependance van het hotel daarnaast op Lange Voorhout 58A. Toen in de nacht van zaterdag 2 - op zondag 3 augustus 1930 brand uitbrak op de zolder van het hotel, konden gasten in de dependance worden ondergebracht. De herstelwerkzaamheden na de brand werden ook aangegrepen voor een verbouwing met uitbreiding. Foeke Kuipers werd opnieuw ingehuurd. Hij voegde de vleugel aan het Lange Voorhout toe, samen met de eerder door hem gerealiseerde nieuwbouw. Ook werd de voorgevel verhoogd om een extra verdieping aan te brengen. Het verbouwde hotel met meer kamers werd in september 1931 opgeleverd. Vermoedelijk is de dependance eind 1931 opgeheven. Aangezien de schade van de brand vooral de zolder betrof en de waterschade in het hotel kennelijk snel hersteld was, is het hotel grotendeels in bedrijf gebleven tijdens de verbouwing. Zo overleed op 23 januari 1931 de beroemde balletdanseres Anna Pavlova tijdens haar verblijf in het Hotel Des Indes.
Opvallend is dat het pand in 1930 al op de monumentenlijst stond, staatsbezit was, en aan het begin van de crisisjaren exploitant Rey met de Rijksgebouwendienst een overeenkomst kon sluiten waarbij hij het hotel kon verbouwen en de volledige kosten van de verbouwing droeg in ruil voor een langlopend huurcontract.

#### Tijdens de Tweede Wereldoorlog
Bij het uitbreken van de Tweede Wereldoorlog vluchtte manager Rey naar Engeland; zijn vrouw kwam daarbij om het leven. Op 1 mei 1940 werd de Duitse ambassadeur, Julius graaf Von Zech-Burkersroda, samen met zijn staf en hun families naar het hotel gebracht, waar ze tot 15 mei 1940 door 30 Nederlandse soldaten werden bewaakt. Op die dag bracht Henri Winkelman hem op de hoogte van de capitulatie. Tijdens de oorlog was Hotel Des Indes een geliefde ontmoetingsplek van de Duitse bezetters in Den Haag. Op de bovenste verdieping van het hotel hield het management van het hotel Joodse onderduikers verborgen in de duiventil op het dak. Zij hebben allemaal de oorlog overleefd. Tijdens de televisie uitzending "Verborgen verleden van Nederland" bleek echter dat de onderduikers in de kelder van het hotel verbleven en niet op het dak.

#### Na de Tweede Wereldoorlog
In 1971 dreigde het hotel – inmiddels wederom geleid door Jean Jacques Rey – te moeten sluiten. Minister-president Biesheuvel, die er net als Schmelzer en Tilanus bijna wekelijks at, zou er met zijn ministers voor het laatst dineren op 27 oktober 1971. Zij besloten in te grijpen en in 1972 nam Julius Verwoerdt de exploitatie ter hand. Spoedig daarna kocht Verwoerdt het onroerend goed van de Staat der Nederlanden voor 1.380.000 gulden. Onder leiding van een oude relatie van Verwoerdt, bouwcoördinator Altkemper en directeur Hans Haan, vond de jaren daarna een intensieve renovatie plaats. Het verouderde kolenfornuis in de restaurantkeuken werd vervangen, alsmede de nog nauwelijks functionerende centrale (stoom) verwarming. De totale elektrische bedrading werd vernieuwd waarna met de resterende financiële middelen de beroemde centrale hal en de kamers werden opgeknapt.
In 1979 verkocht Verwoerdt zijn aandelen in de inmiddels tot 13 hotels gegroeide en onder leiding van Gerard van der Veen staande hotelimperium aan de Britse hoteldochter van Bass Breweries, Crest Hotels.
Eind 2002 werd het beheer van hotel overgenomen door het Franse Le Méridien en sloten de vastgoedeigenaar en de hotelketen een huurovereenkomst. Tevens werd een grote renovatie en uitbreiding in gang gezet die in januari 2004 van start ging. Op 12 september 2005 ging het hotel weer open. Het nieuwe interieur werd ontworpen door de Franse binnenhuisarchitect Jacques Garcia. Verder werd er opnieuw een extra verdieping toegevoegd, Dit keer zonder verhoging van de gevel. De voorheen witte gevel werd geel geschilderd.
Na de overname van Le Méridien door Starwood was het hotel een tijd deelnemer in het loyaliteitsprogramma van deze keten tot dat het hotel eind 2018 overstapte naar The Leading Hotels of the World.
Sinds 2015 is de exploitatie in handen van de Canadese Westmont Hospitality Group, net als die van het Mariott Hotel (v/h Bel Air) in Den Haag.
In 2023 heeft het hotel 92 kamers en suites, en bevat het in de kelder een sauna, zwembad en sportfaciliteiten.

## Het aanzicht van het gebouw in de loop van de tijd

### Van voornaam woonhuis naar hotel

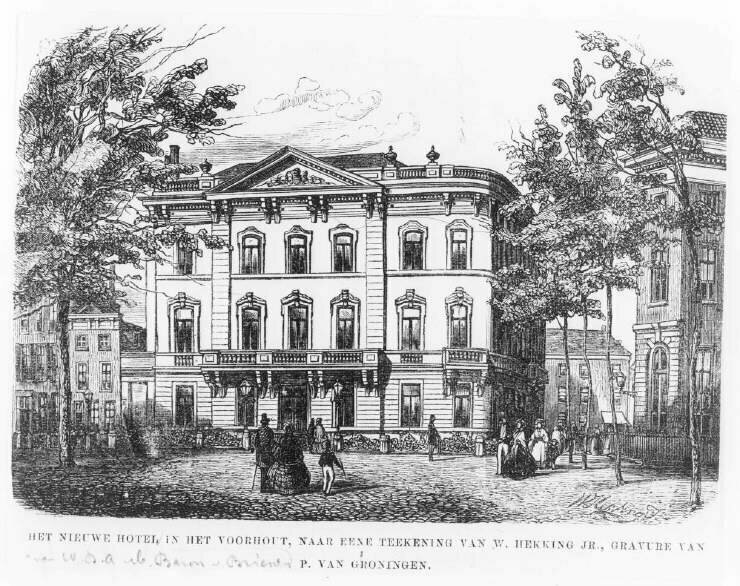
Stadspaleis in 1859
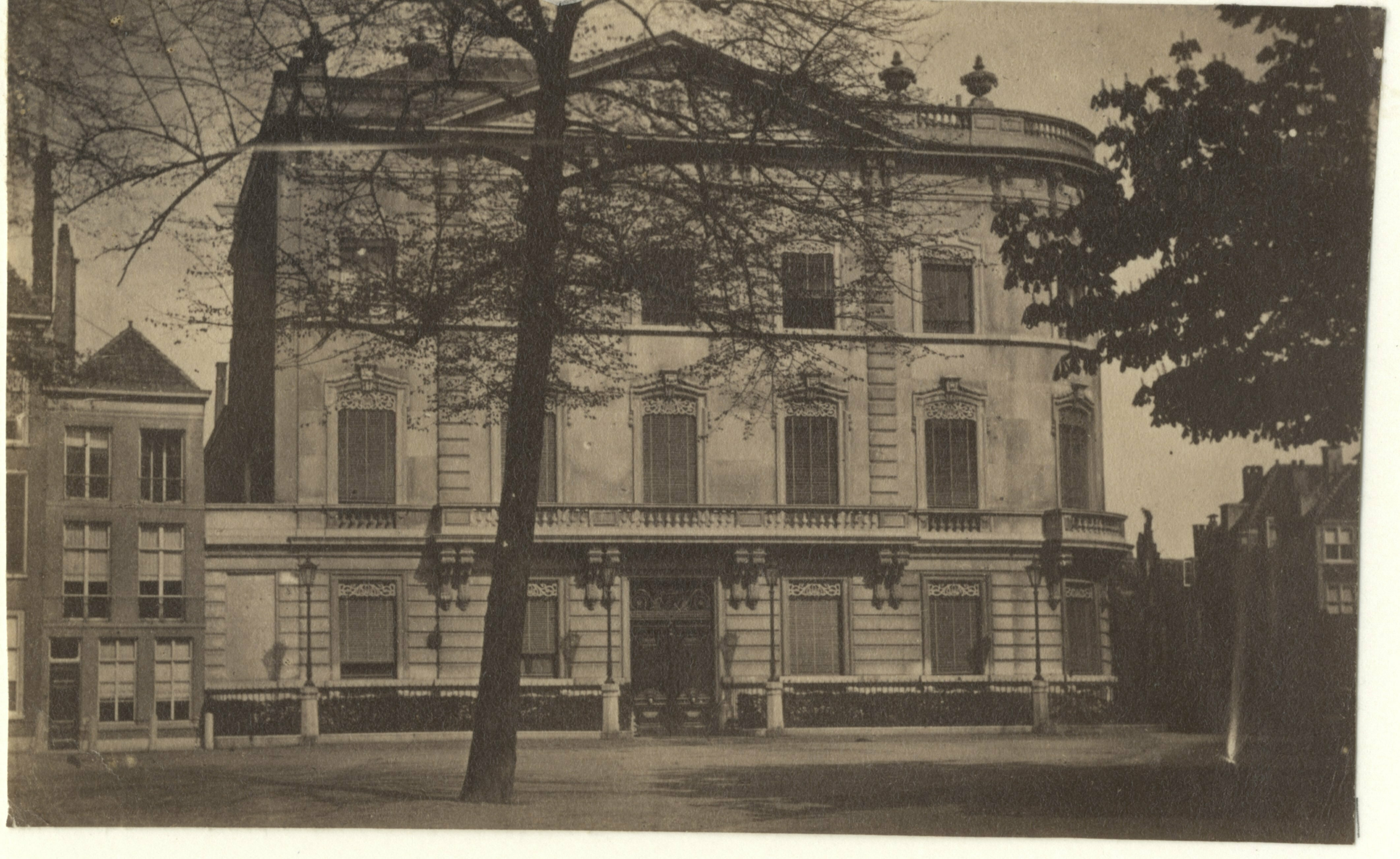
Hotel ca. 1890 met links van de gevel een "straatje".
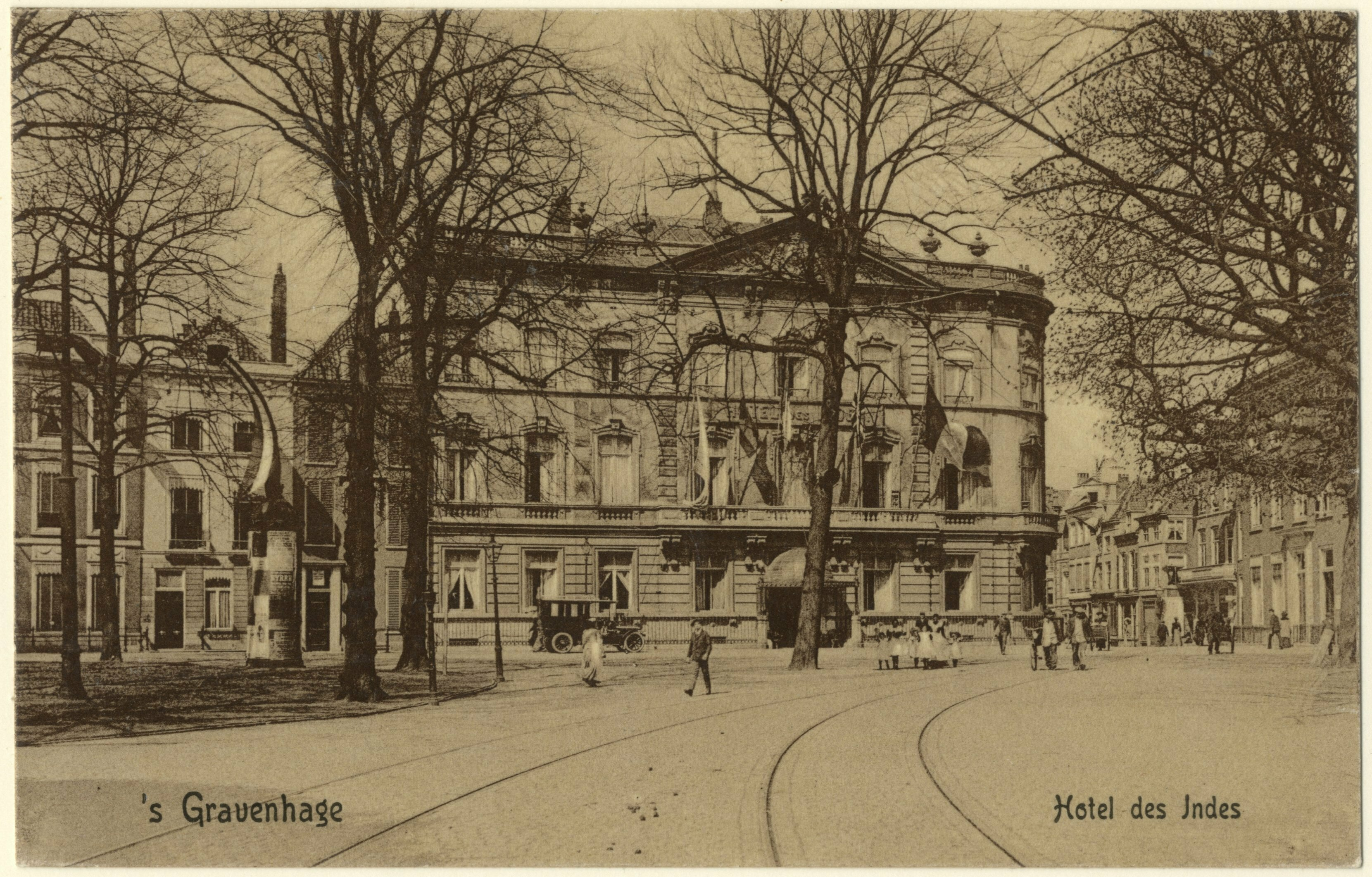
Gevel na de uitbreiding van 1892[13] Foto ca. 1900.

### Van twee naar 4 verdiepingen

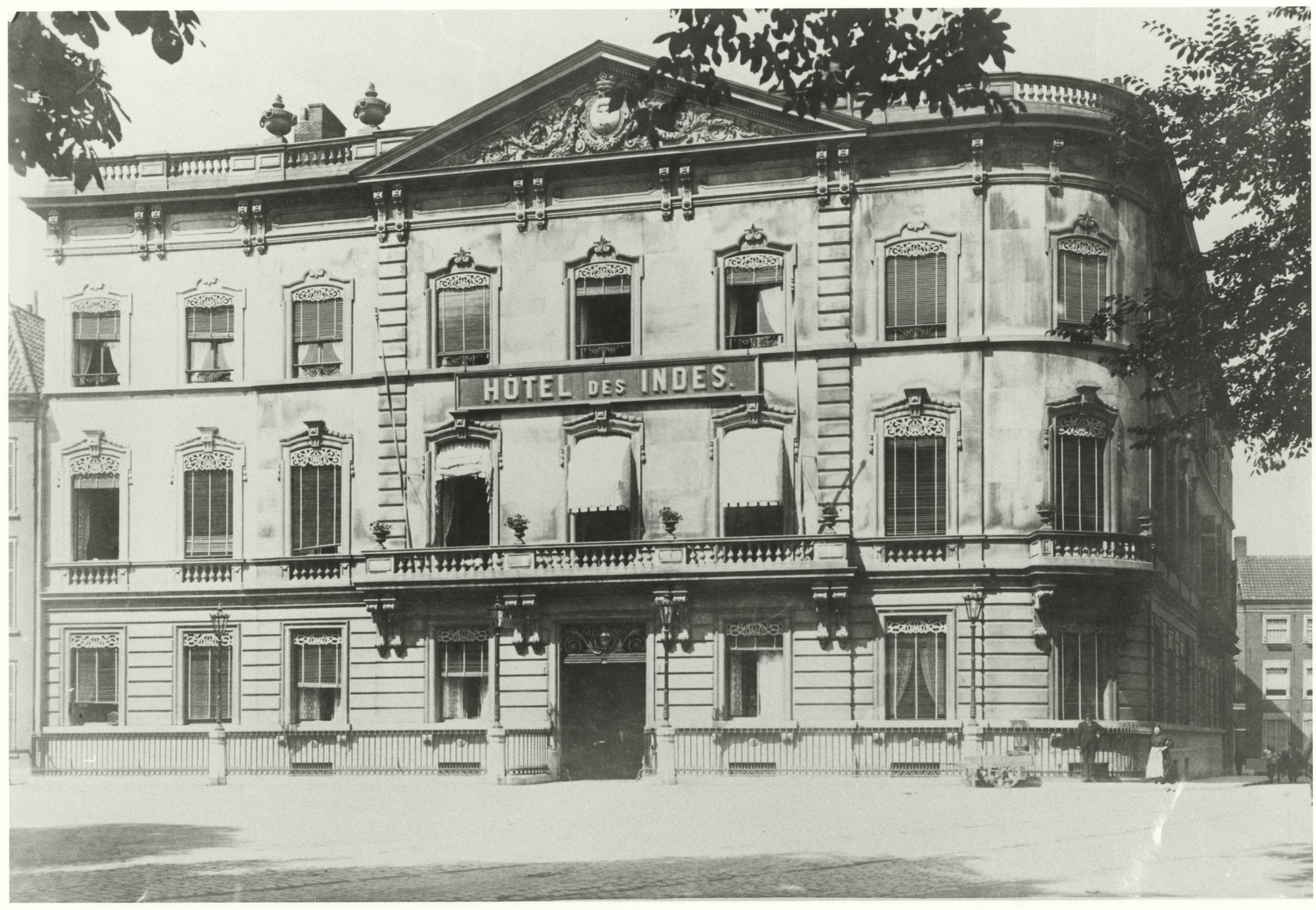
Twee verdiepingen en zolder in 1900
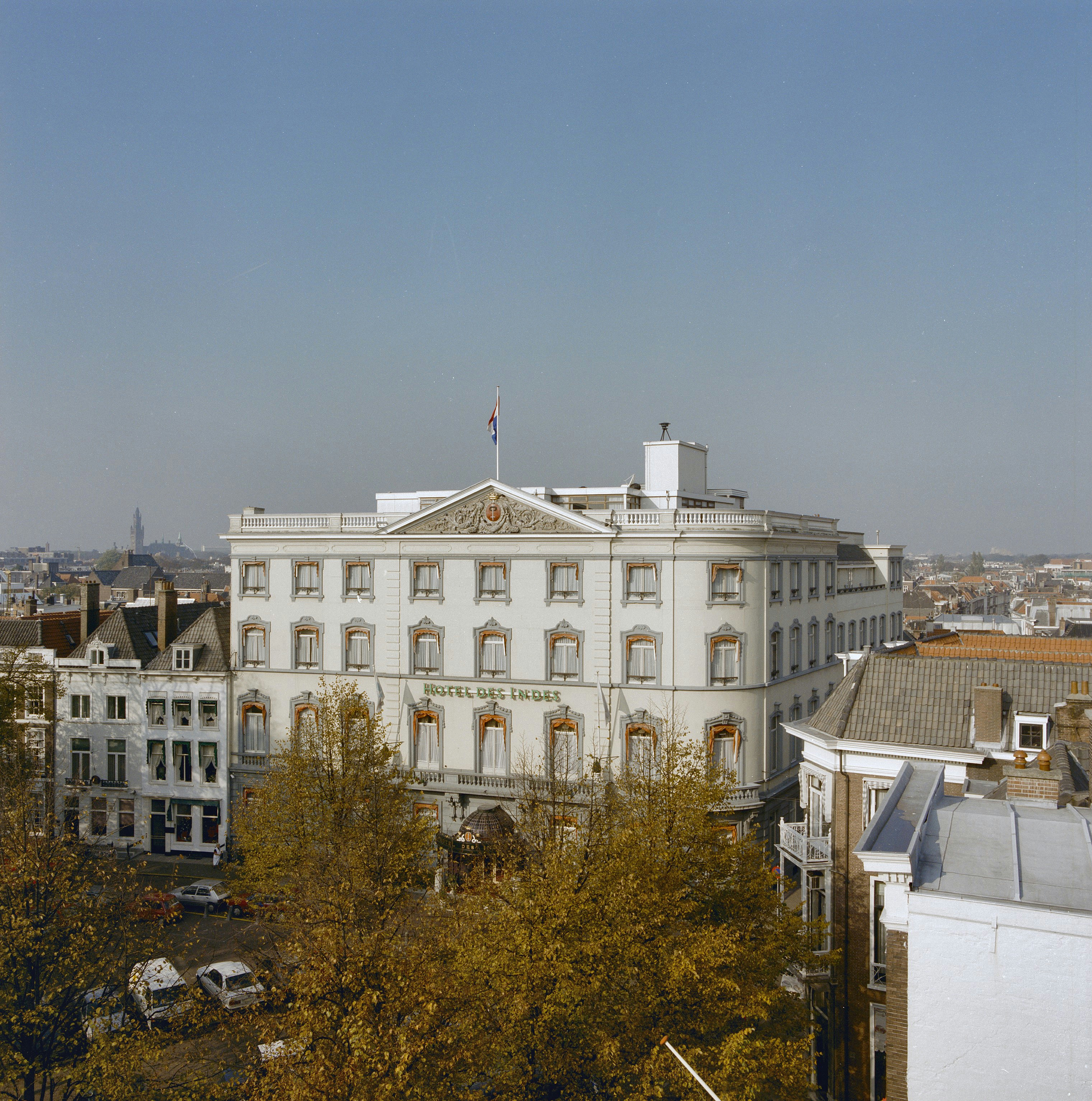
Drie verdiepingen sinds 1931 (foto 1991)
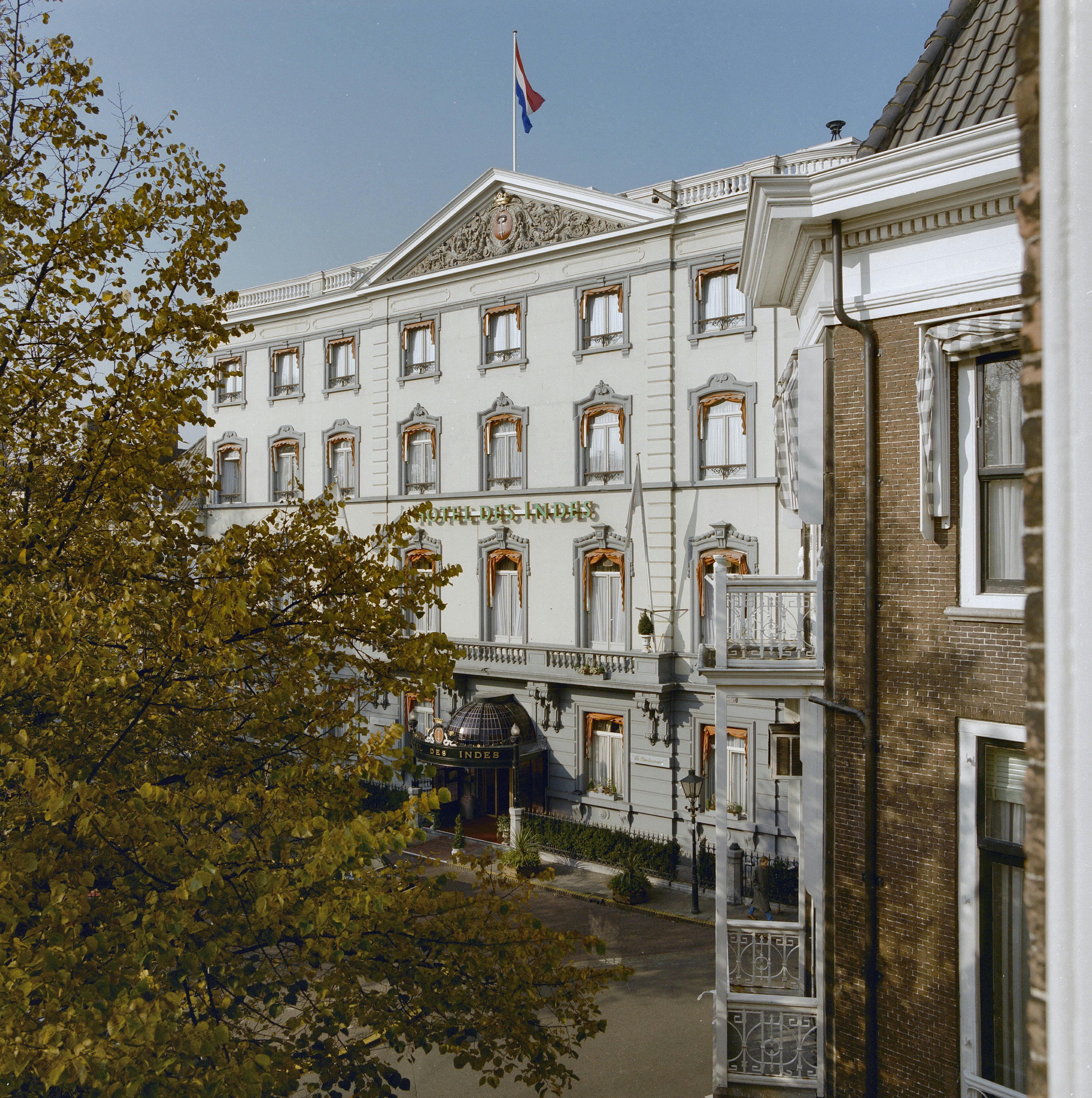
Voorgevel in 1991
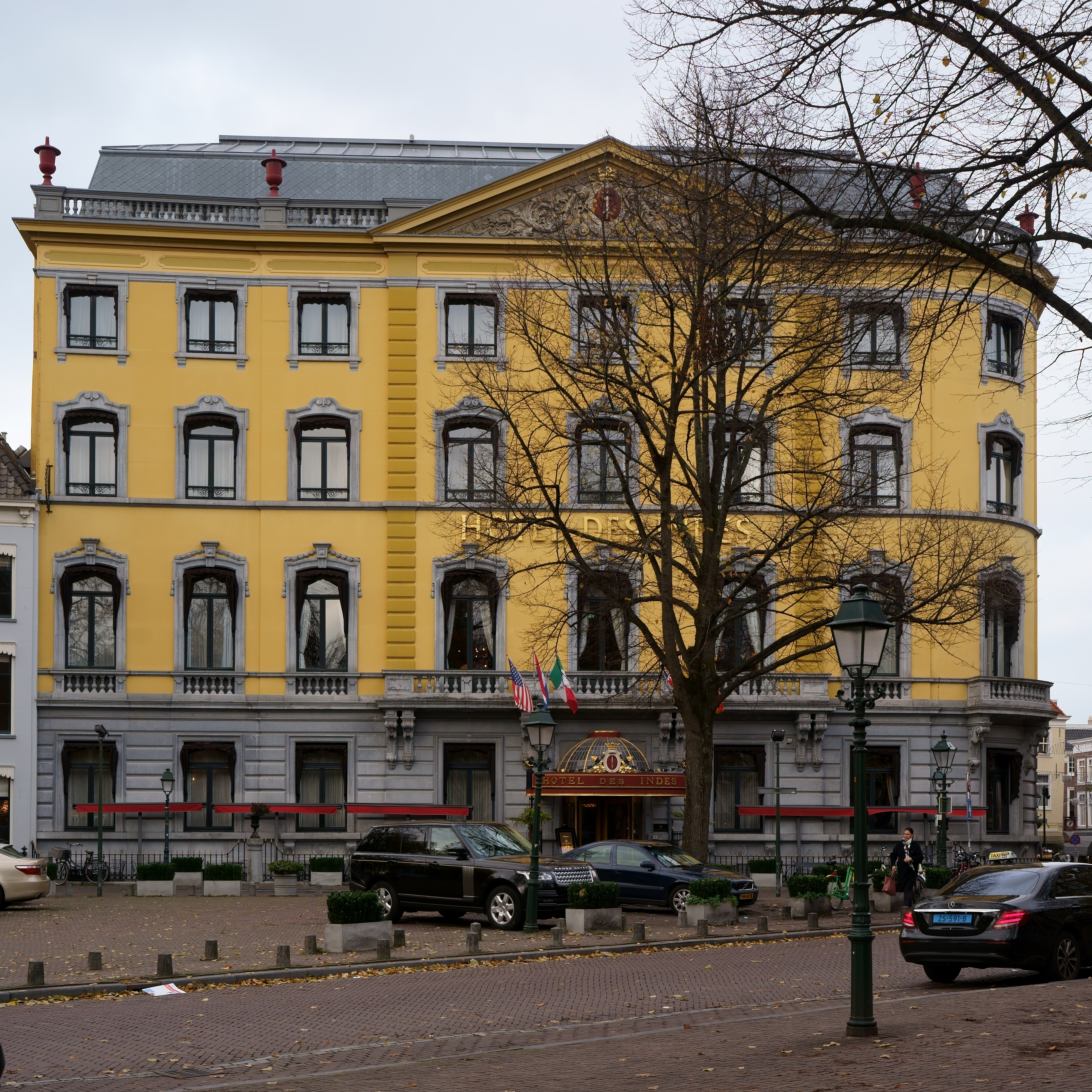
De vierde verdieping (2005) zichtbaar op enige afstand (foto 2022)

### Aanzicht in 2022

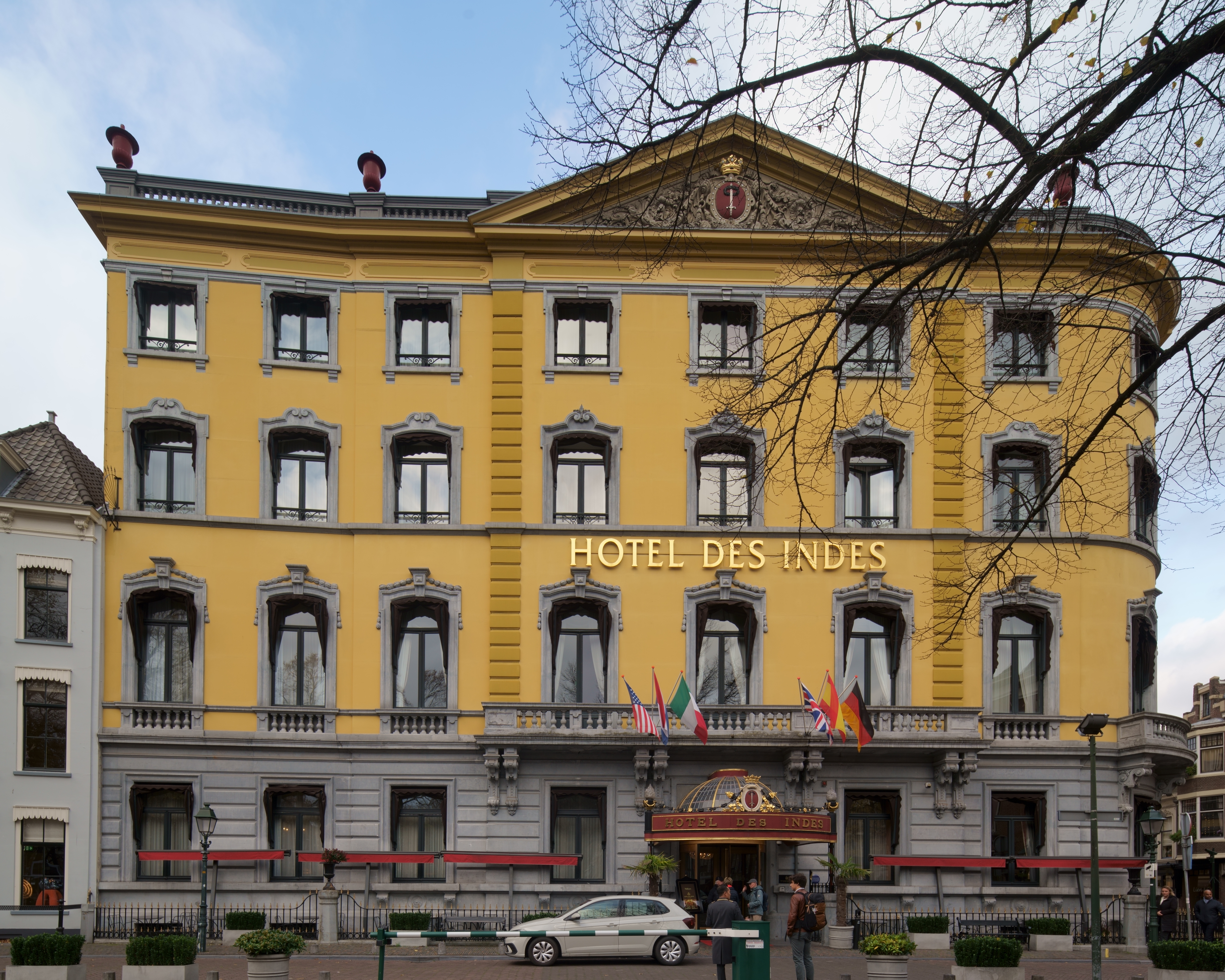
Voorgevel Lange Voorhout
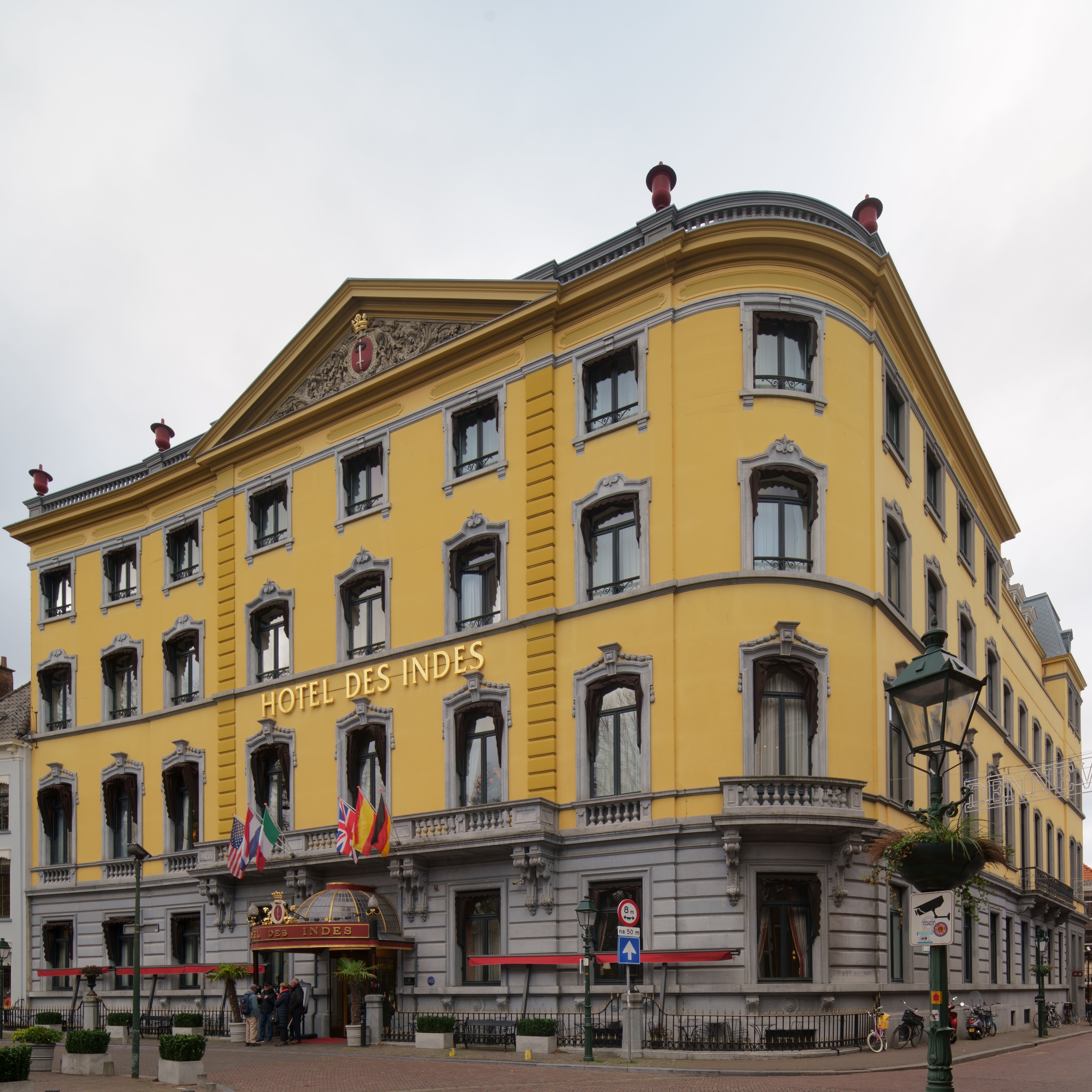
Hoek Lange Voorhout - Vos in Tuinstraat
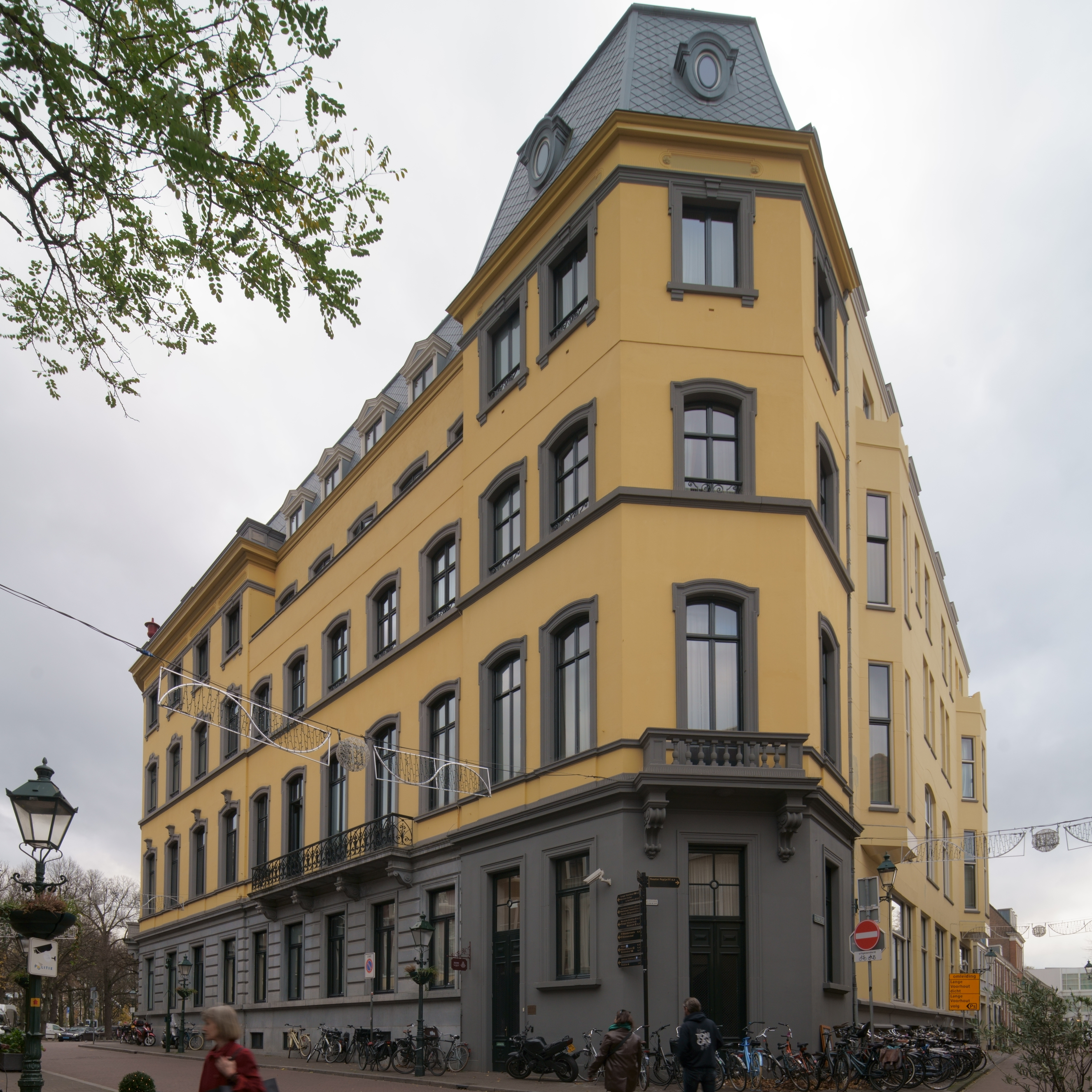
Hoek Vos in Tuinstraat - Kazernestraat
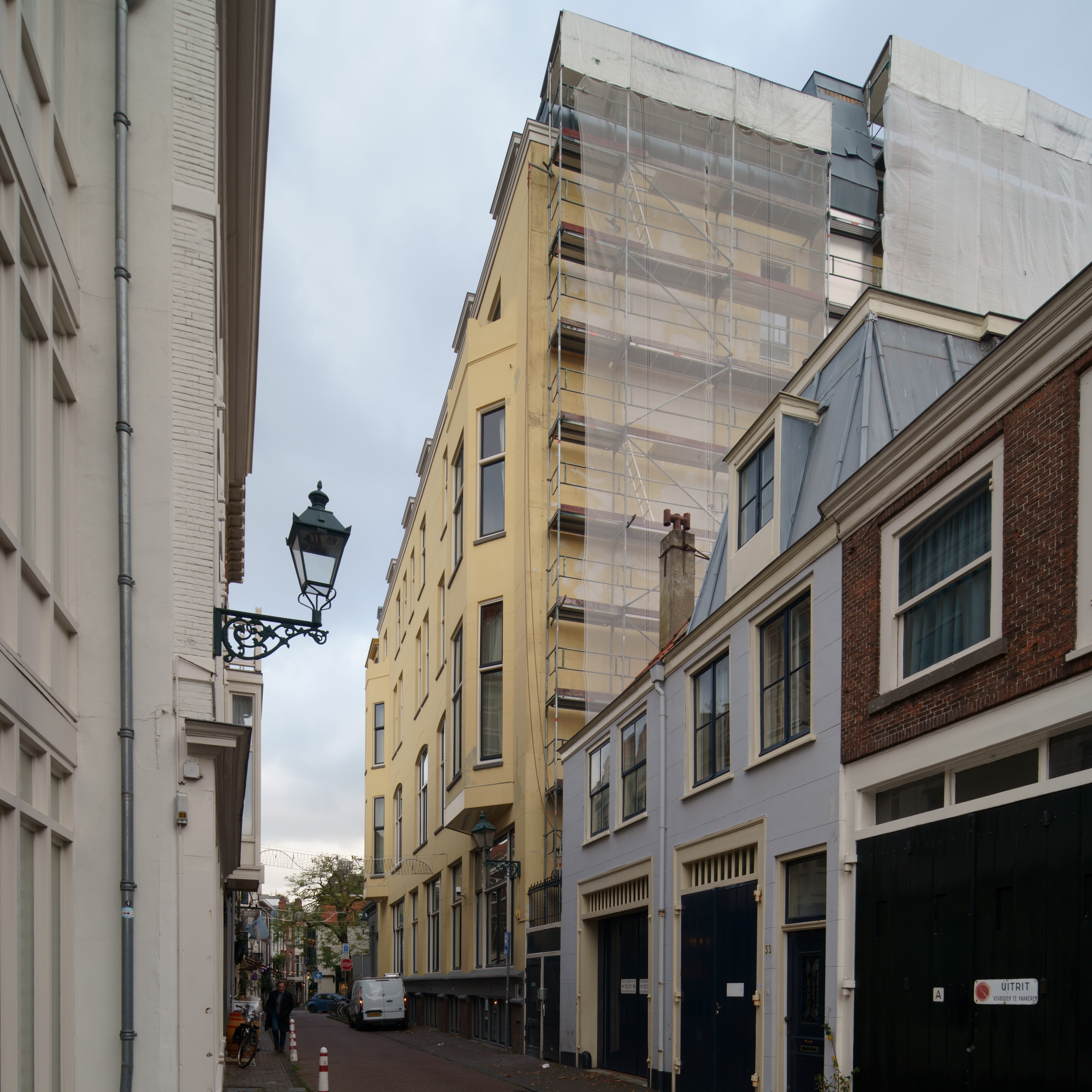
Achtergevel Kazernestraat

## Interieur

### In 1907
Het Haags Gemeentearchief bezit een reeks prentbriefkaarten uit 1907 met afbeeldingen van het interieur en Franse omschrijving. 

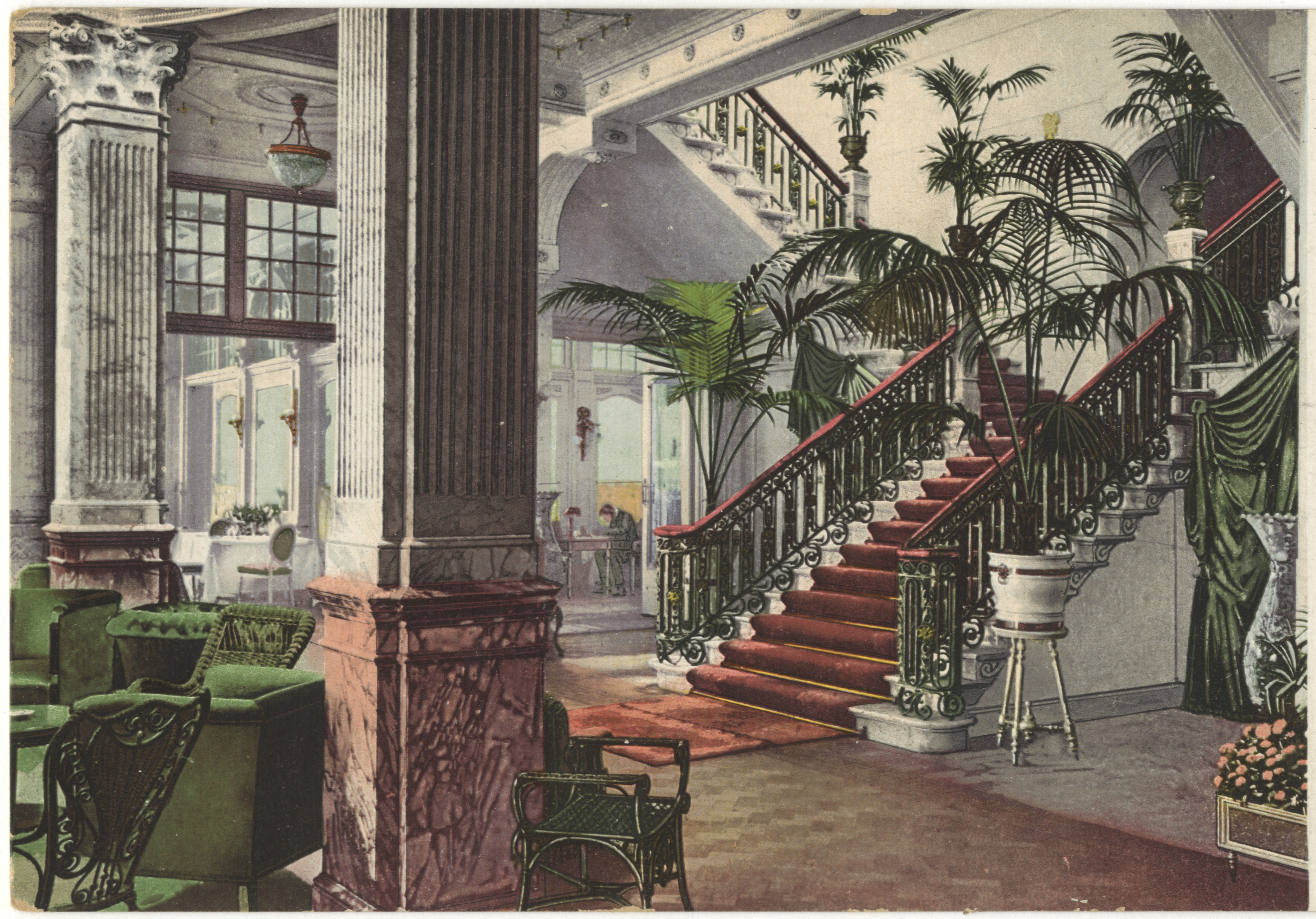
Le grand escalier du hall Louis XVI avec vue sur le salon de lecture et le restaurant'
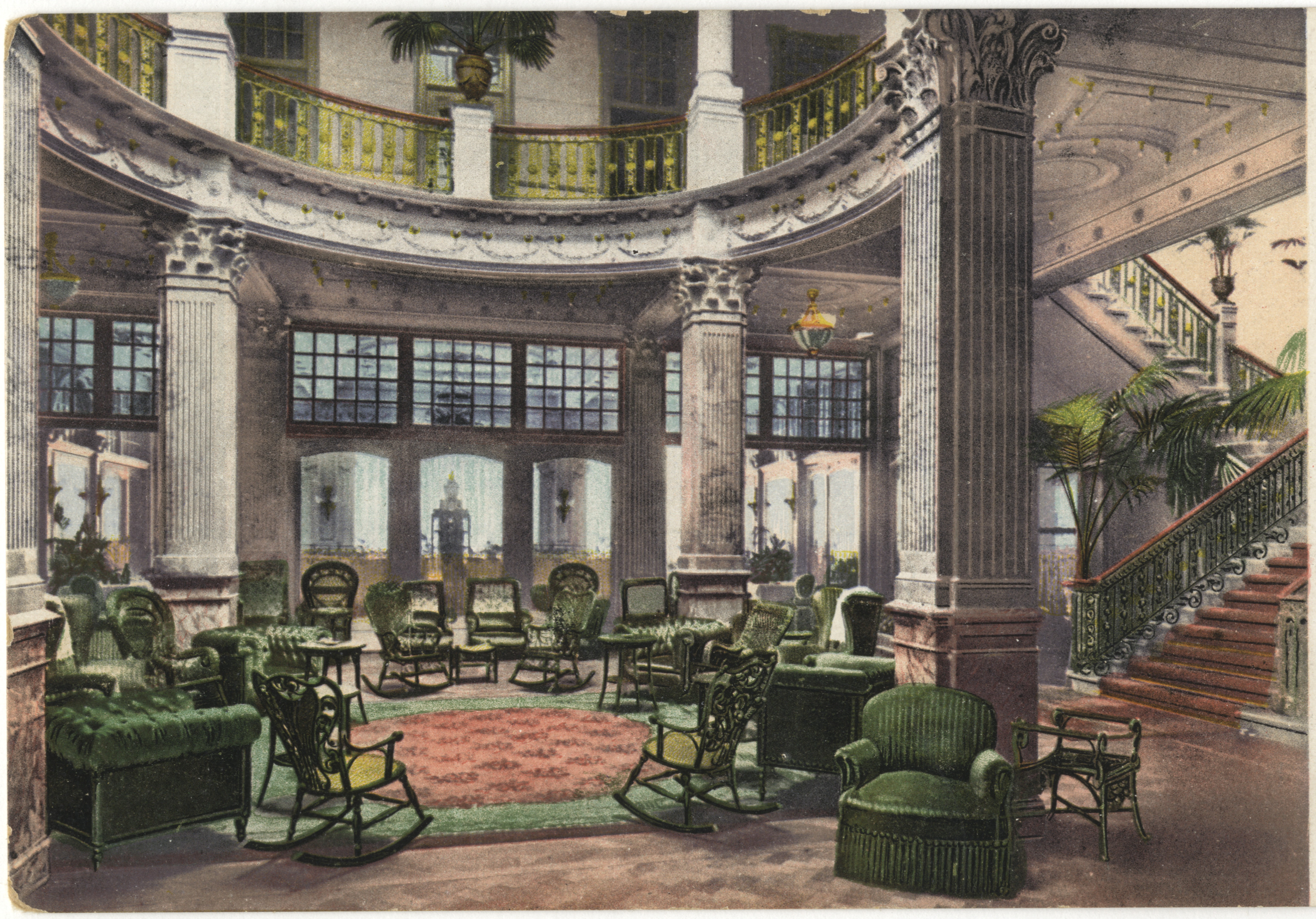
Le grand hall Louis XVI avec vue sur le restaurant
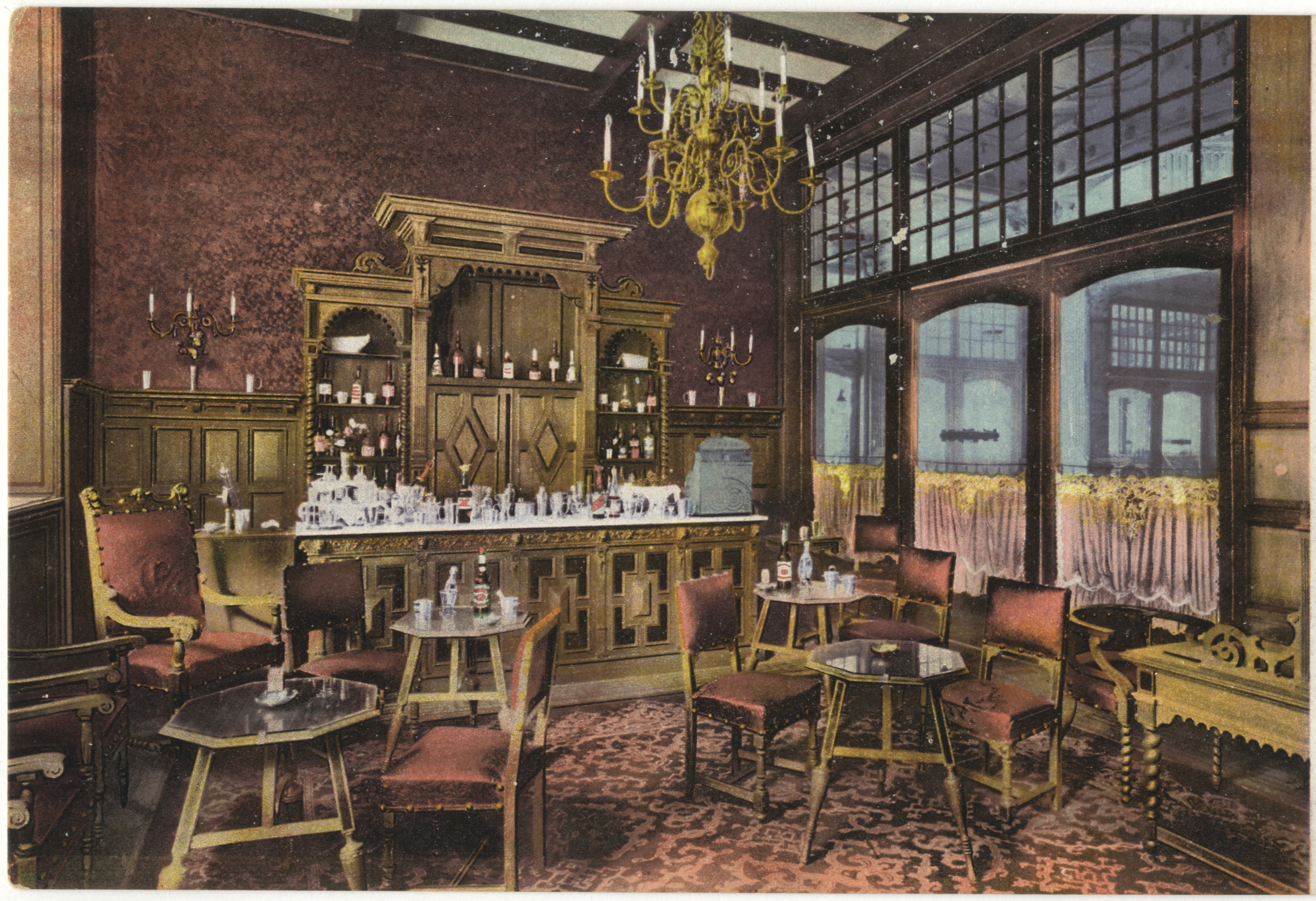
Bar style vieux-Hollandais avec vue sur le Hall

### In 2006

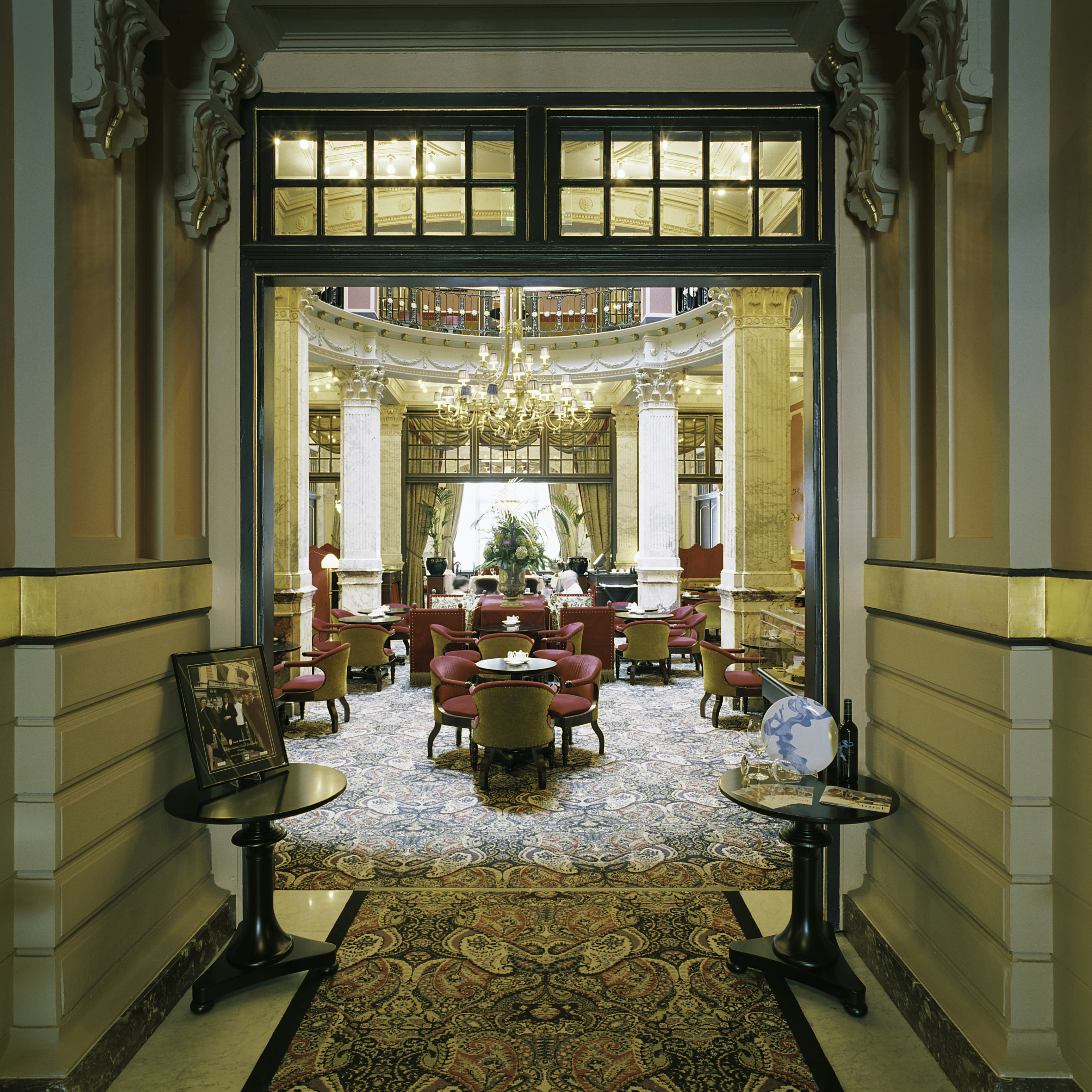
Doorgang op de begane grond
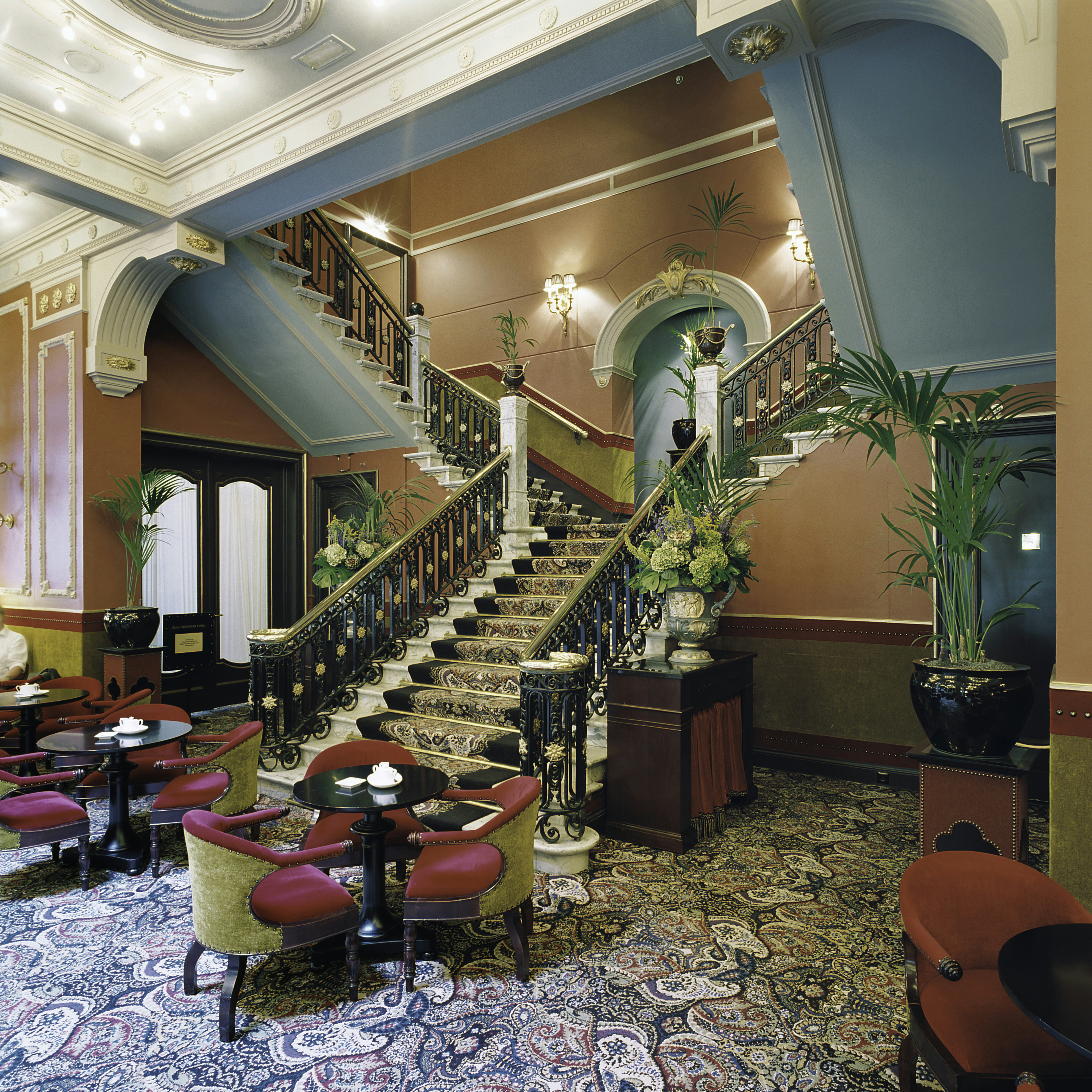
Hotel Des Indes, deel van de centrale hal
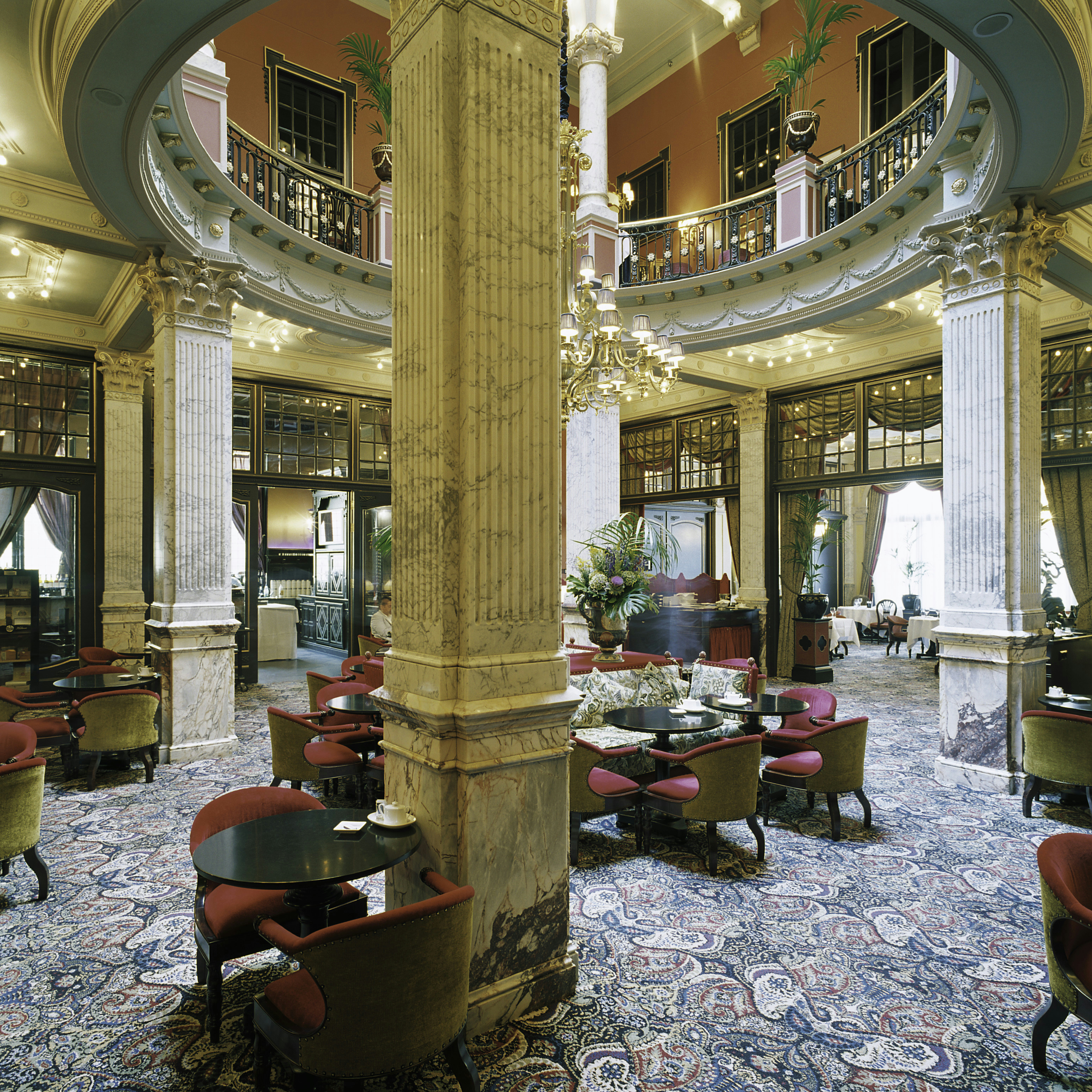
Begane grond met restaurant
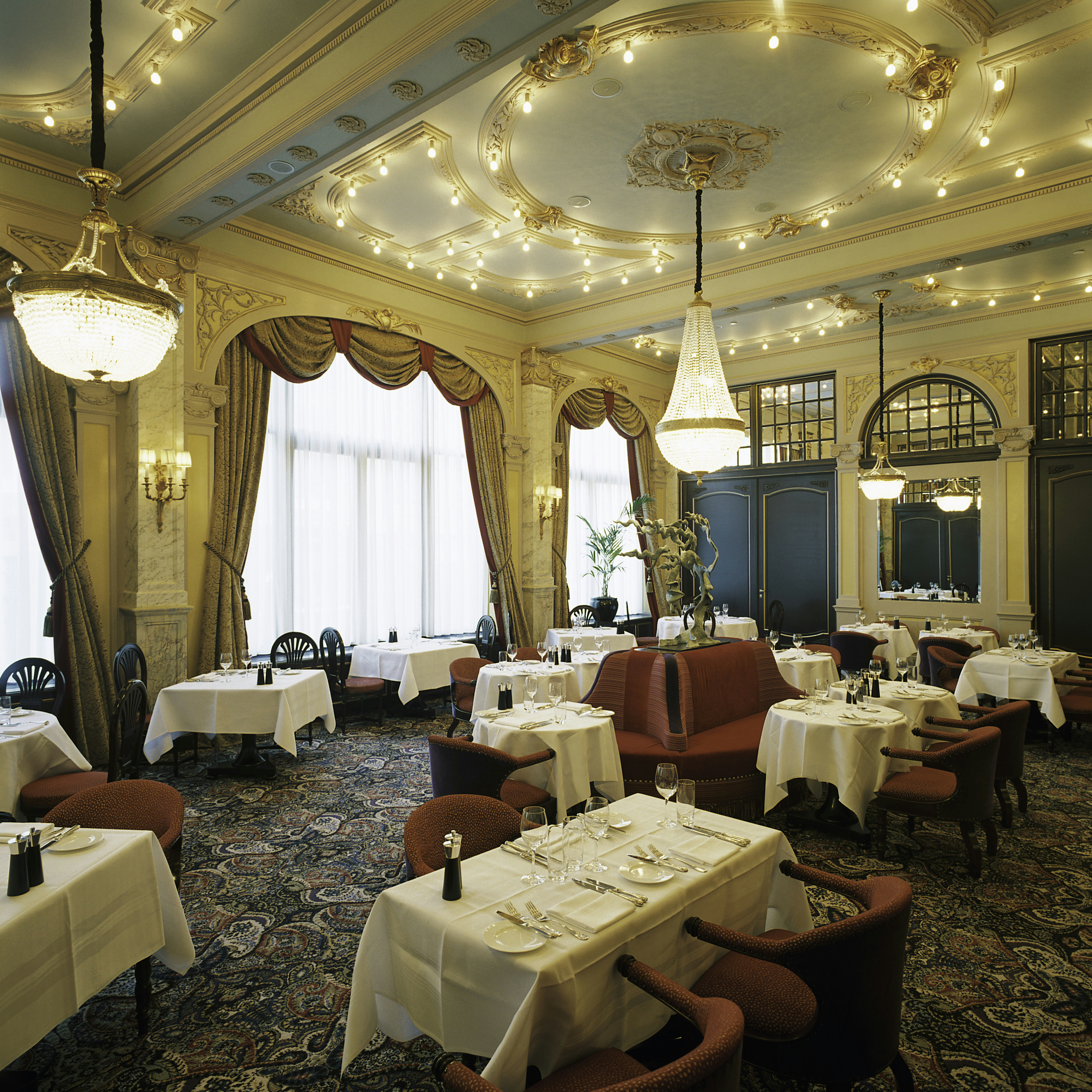
Restaurantzaal
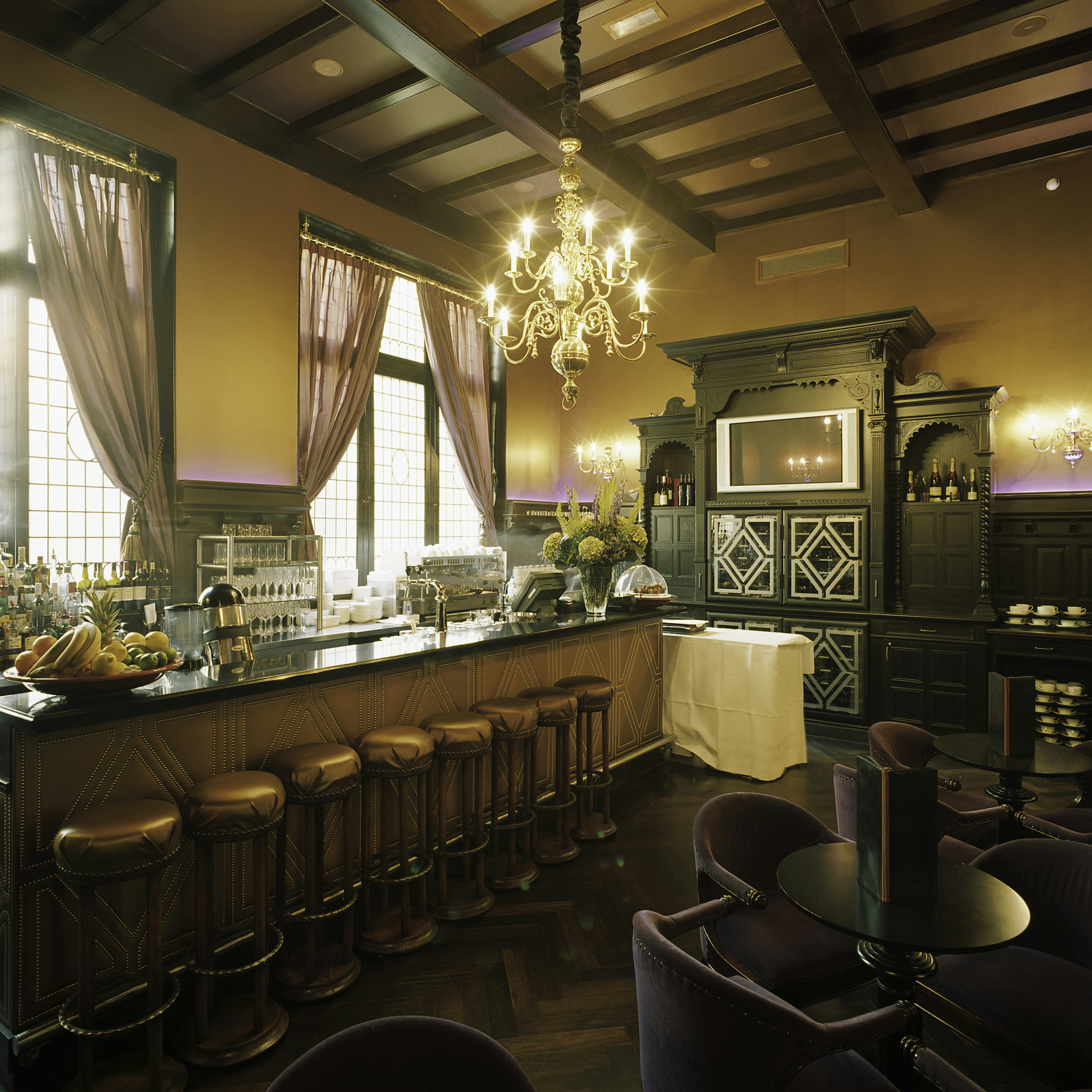
Bar
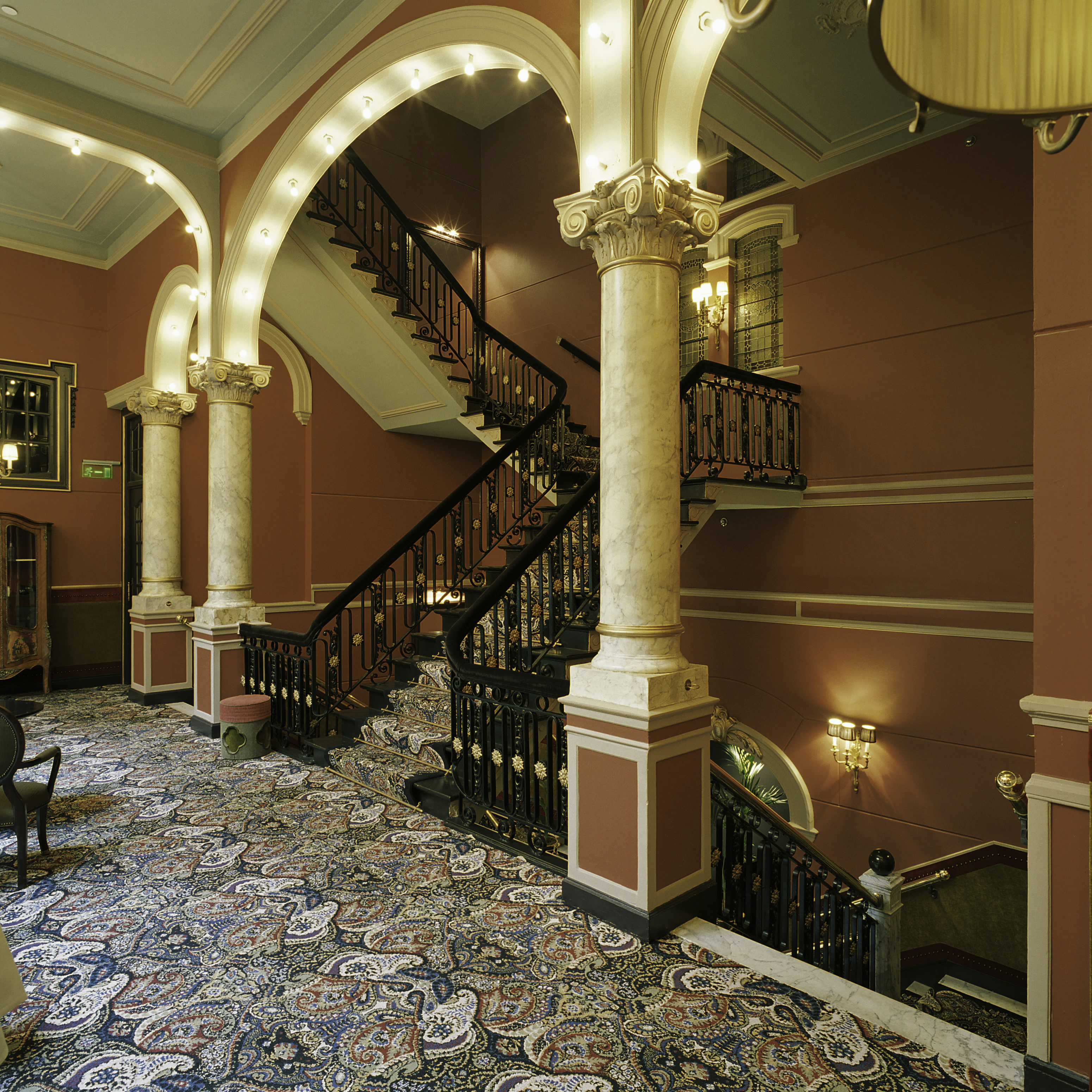
Trappenhuis op de eerste verdieping

## Beroemde gasten

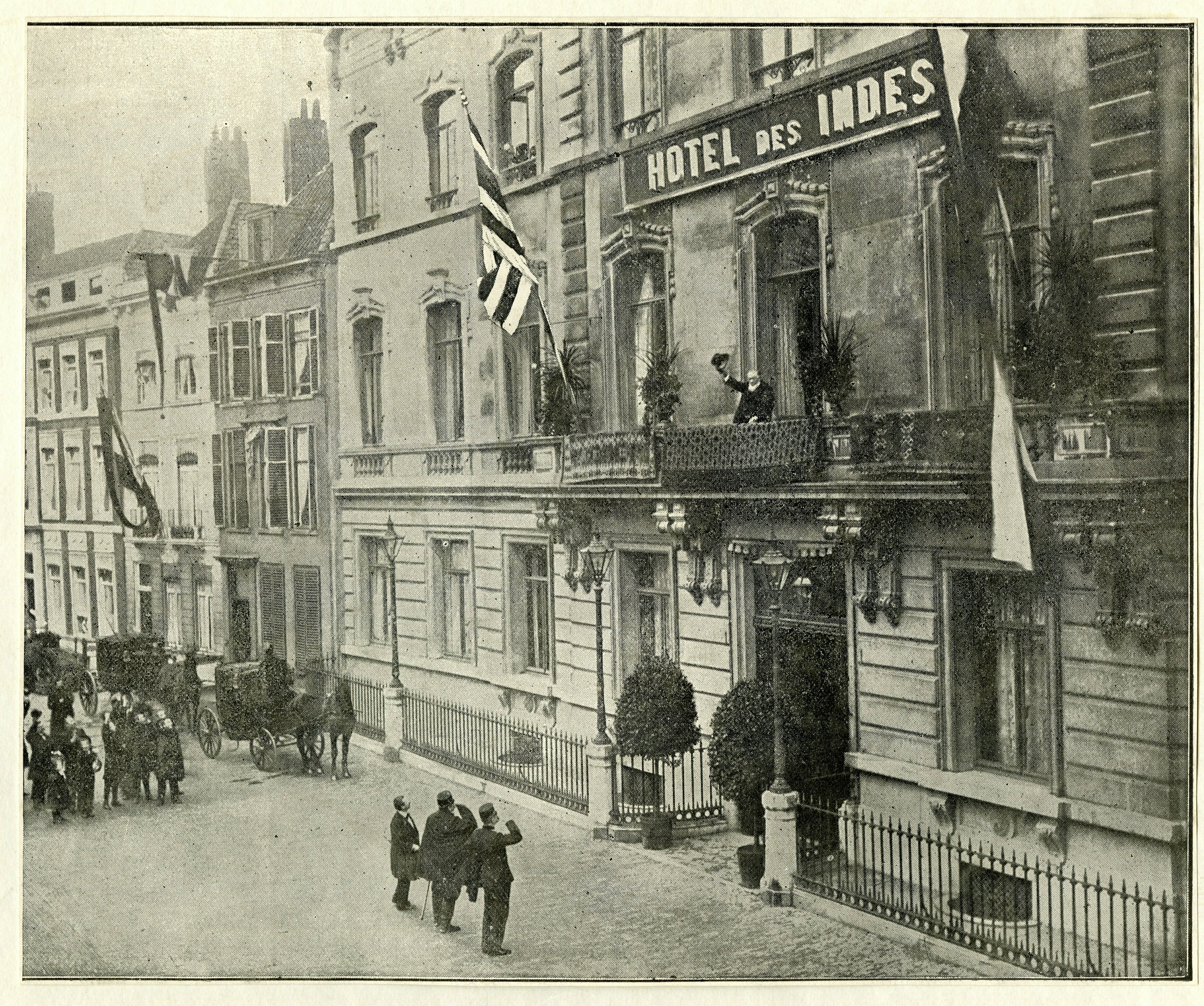
Paul Kruger op het balkon 1900-12-07

- Lourens Alma Tadema, een vooraanstaand Nederlands-Britse kunstschilder, was (blijkens dagblad De Tijd) de eerste gast in het hotel, op 26 april 1881, nog vóór de officiële opening[31]
- Keizerin Eugenie, weduwe van Napoleon III van Frankrijk, in juli 1881, kort na de opening van het hotel. Zij verbleef in 1887 nogmaals in het hotel.[32]
- Sir John Whittaker Ellis, Lord Mayor van Londen, in 1882, met in zijn omvangrijke gevolg Sir Reginald Hanson en Sir William Anderson Ogg, sheriffs van Londen en Middlesex, tijdens een tegenbezoek n.a.v. een bezoek van koningin Emma aan Londen[33]
- Mirza Malkam Khan “Nezam od-Dowleh” (1833-1908), Perzisch diplomaat en politicus, staatkundig hervormer, in 1883[34]
- Prins Prisdang van Siam (1851-1935), tijdens een diplomatieke missie, in 1883[35]
- Prins Filips van België en zijn echtgenote, huurden in 1883 de gehele eerste etage tijdens een bezoek aan Den Haag[36]
- Paul Kruger, president van Zuid-Afrikaansche Republiek, bezocht Den Haag in 1884 en in 1900 op uitnodiging van koningin Wilhelmina[37]
- Michaël Romanov, grootvorst van Rusland, zoon van tsaar Alexander III, in 1885, in gezelschap van Natalia Brasova, zijn vrouw[38]
- Prins Anton van Orléans, hertog van Montpensier, in 1885, reizend onder de naam “Graaf de Bonanza”[39]
- Koningin Nathalie van Servië, in 1888, reizend onder de naam “Gravin Tokova”[40]
- Vorst Nikolaas III Esterházy de Galántha (1817-1894) in 1889, Hongaars magnaat, kamerheer van Frans Jozef I van Oostenrijk[41]
- René Waldeck-Rousseau, minister en minister-president van Frankrijk, in 1890[42]
- Abbas II van Egypte, onderkoning van Egypte, in 1890[43] en in 1894[44]

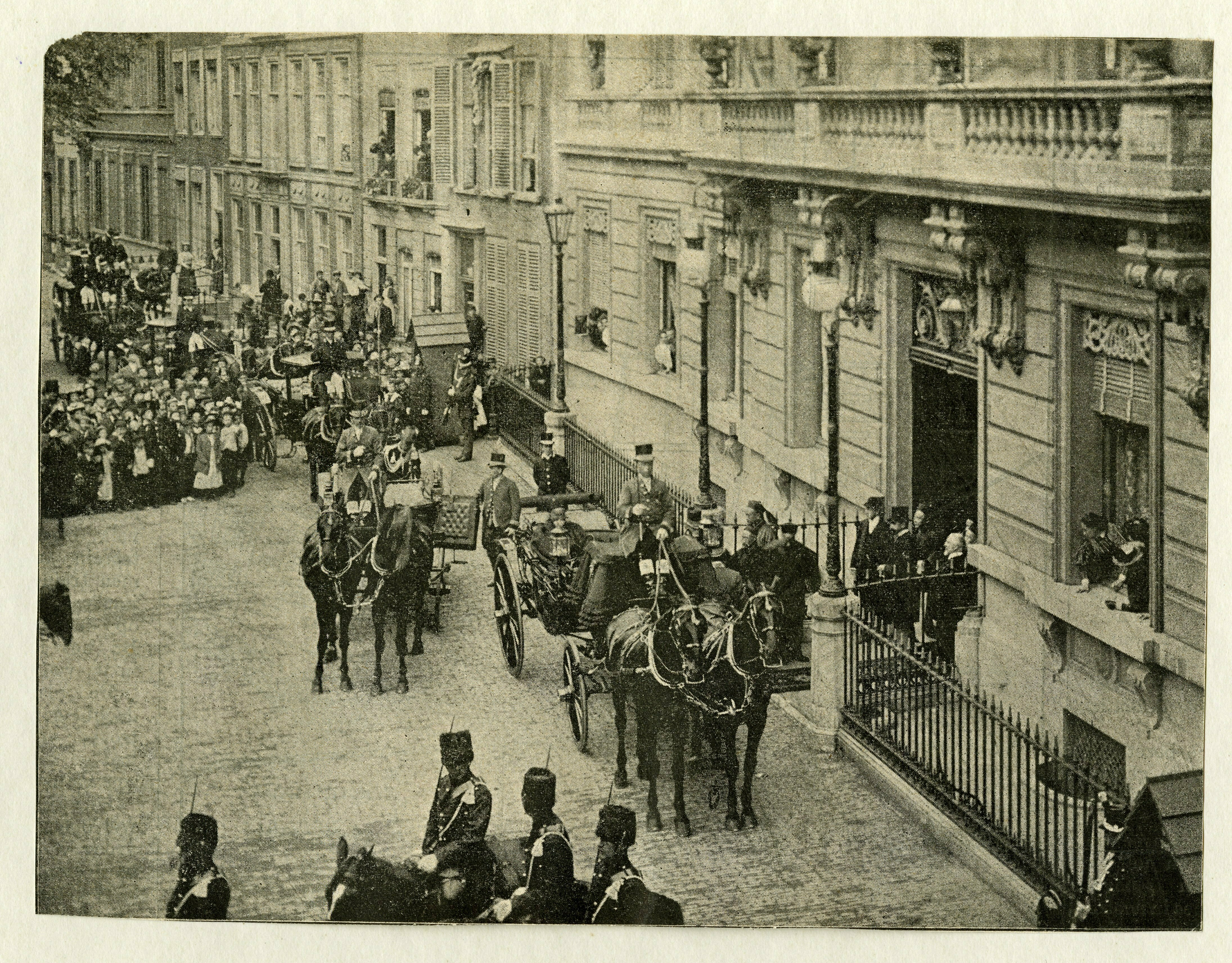
Li-Hung-Chang, onderkoning van China 1896-07-06

- Aartshertog Frederik van Oostenrijk, in 1890, i.v.m. de begrafenis van koning Willem III[45]
- Hertog Frederik I van Anhalt en zijn vrouw prinses Antoinette van Saksen-Altenburg, in 1891[46]
- Prins Nikolaj Golitsyn, Russisch politicus, in 1892 en 1898[47][48]
- Charles Floquet, oud-premier van Frankrijk, voorzitter van de Franse Kamer van Afgevaardigden, in 1892[49]
- Prins Roland Napoleon Bonaparte, in 1895[50]
- Li Hongzhang, Grootkanselier van China, onderkoning van Zhili, Huguang en Liangguang, in 1896[51]
- Abolqasem Khan Naser “ol-Molk” (1856-1927), Perzisch legermaarschalk, diplomaat en politicus, regent van Perzië 1911-1914, bezocht Den Haag in 1897 als buitengewoon afgezant[52]
- Cecil Rhodes, ondernemer en politicus, stichter van de Britse kolonie Rhodesië, in 1899[53]
- Prinses Maria-Laetitia Bonaparte, weduwe van Amadeus I van Spanje, in 1899[54]
- Benjamin Harrison, 23e president van de Verenigde Staten, in 1899[55]
- Vladimir Romanov, grootvorst van Rusland, zoon van tsaar Alexander II, in gezelschap van grootvorst Boris en grootvorstin Helena, in 1901[56]
- Yvette Guilbert, een Franse zangeres, tekstdichter, schrijfster, componiste, actrice en regisseur, in 1902[57]
- James McNeill Whistler, een Amerikaans kunstenaar en schrijver, in 1902[58]
- Prins Eitel Frederik van Pruisen, zoon van keizer Wilhelm II van Duitsland, in 1904.[59]

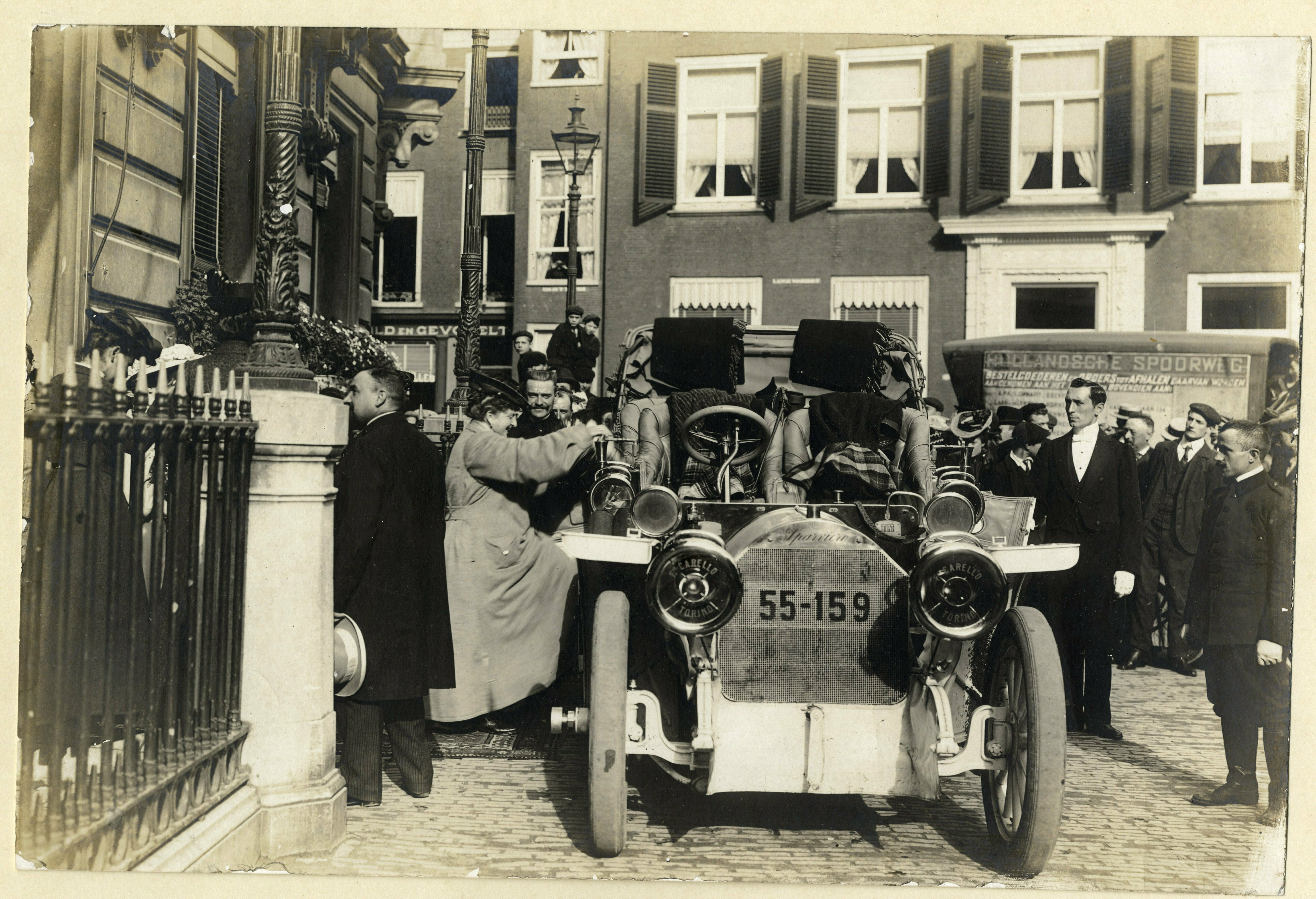
Koningin-moeder Margherita van Italië 1905-07-19

- Koningin Margaretha van Italië, in 1905
- Bijay Chand Mahtab (1881-1941), maharadja van Burdwan (ook: Bardhaman), met zijn gevolg, in 1906[60]
- Prins Filippo Lancellotti (1843-1915) en zijn vrouw prinses Elisabetta Borghese, in 1906[61]
- Austen Chamberlain, politicus, winnaar Nobelprijs voor de Vrede, in 1909[62]
- Prins Oscar van Pruisen, zoon van keizer Wilhelm II van Duitsland, in 1909, reizend onder de naam “Graaf von Lingen”[63]
- Theodore Roosevelt, 26ste president van de Verenigde Staten, in 1910[64]
- Aartshertog Frans Ferdinand, troonopvolger van Oostenrijk, in 1911[65]
- Daisy Cornwallis-West, prinses van Pless, activiste, schrijfster, in 1911[66]
- Robert Taft, Amerikaans senator, zoon van president William Howard Taft, in 1911[67]
- Dimitri Romanov, grootvorst van Rusland, in 1912, reizend onder de naam “Graaf van Strelna”[68]
- Prins Anton van Orléans-Braganza (1881-1918), prins van Brazilië, in 1913[69]
- Kroonprins Michi Hirohito, de latere keizer van Japan, in 1921, vergezeld door veldmaarschalk prins Kanin Kotohito.[70]
- Prins Asaka Yasuhiko en Prinses Nobuko, dochter van keizer Meiji van Japan, in 1925[71]
- Faisal bin Abdoel Aziz al Saoed, koning van Saoedi-Arabië, in 1926 en 1932[72][73]
- Charles King, president van Liberia, in 1927[74]
- Kroonprins Yeong (ook: Yi Un of Ri Gin), zoon van keizer Gojong van Korea en zijn vrouw prinses Uimin (ook: Yi Bangja), geboren prinses Masako Nashimoto, in 1927[75]
- Sergej Rachmaninov, componist, pianist, dirigent, verscheidene malen tussen 1928 en 1938[76][77][78][79]
- Ignacy Jan Paderewski, componist, pianist, diplomaat, voormalig minister-president van Polen, in 1929[80]
- Henry Ford, industrieel, in 1929 en 1930[81][82]
- Aristide Briand, premier van Frankrijk, winnaar Nobelprijs voor de Vrede, in 1929[83]
- André Tardieu, premier van Frankrijk, in 1930[84][85]
- Emil Jannings, Amerikaans-Duits acteur, in 1930[86]
- Anna Pavlova, balletdanseres, overleed in 1931 na een kort ziekbed na haar aankomst op 17 januari in het in de nacht van 22 op 23 januari[21]
- Johann Strauss III, componist en dirigent, verscheidene malen, het laatst in 1931[87]
- William Randolph Hearst, Amerikaans krantenmagnaat, in 1931, 1934 en 1936[88][89][90]
- Maurice Chevalier, zanger en acteur, in 1932[91]
- Prins Nicolaas van Roemenië, in 1933[92]
- Prins Felix van Bourbon-Parma, prins van Luxemburg, in 1934[93]
- Joseph Bech, minister-president van Luxemburg, in 1934[93]
- Saoed bin Abdoel Aziz al Saoed, koning van Saoedi-Arabië, in 1935[94]
- De Maharadja van Patiala, Bhupindra Singh, huurde in 1935 tijdens zijn bezoek de gehele eerste etage plus enkele kamers van de tweede etage[95]
- Marion Davies, actrice en minnares van William Randolph Hearst, in 1936[90]
- Joseph Lyons, minister-president van Australië, in 1937[96]
- Koning Gustaaf VI Adolf van Zweden, in 1937 en in 1955 met koningin Louise[97][98]
- Prins Joachim Albert van Pruisen (1876-1939), componist, dirigent, in 1938[99]
- Prins Sixtus van Bourbon-Parma en zijn zuster prinses Isabella, in 1938[100]
- De Juvaradja van het Koninkrijk Mysore met 45 man personeel, zij woonden twee maanden op de tweede verdieping, in 1939[101][102]
- Jean de Lattre de Tassigny, Frans generaal, opperbevelhebber van alle strijdkrachten in West-Europa, in 1948[103]
- Aristoteles Onassis, Grieks reder, in 1954[104]
- Eleanor Roosevelt, politica, diplomate en activiste, weduwe van president Franklin Delano Roosevelt, in 1950[105]
- Eunice Kennedy Shriver, Amerikaans diplomate, stichter van de Special Olympics, zuster van John F. Kennedy, in 1962[106]
- Koning Felipe VI van Spanje en koningin Letizia in 2017, tijdens hun bezoek t.g.v. koning Willem-Alexanders 50ste verjaardag.[107]

Volgens Lex Dalen Gilhuys “100 Jaar Hotel Des Indes”
- Koning Frederik IX van Denemarken
- John Philip Sousa, dirigent, componist, in 1903
- Thomas Mann, auteur, winnaar Nobelprijs voor Literatuur
- Josephine Baker, danseres, zangeres en actrice
- Igor Stravinsky, componist
- Mata Hari, spionne

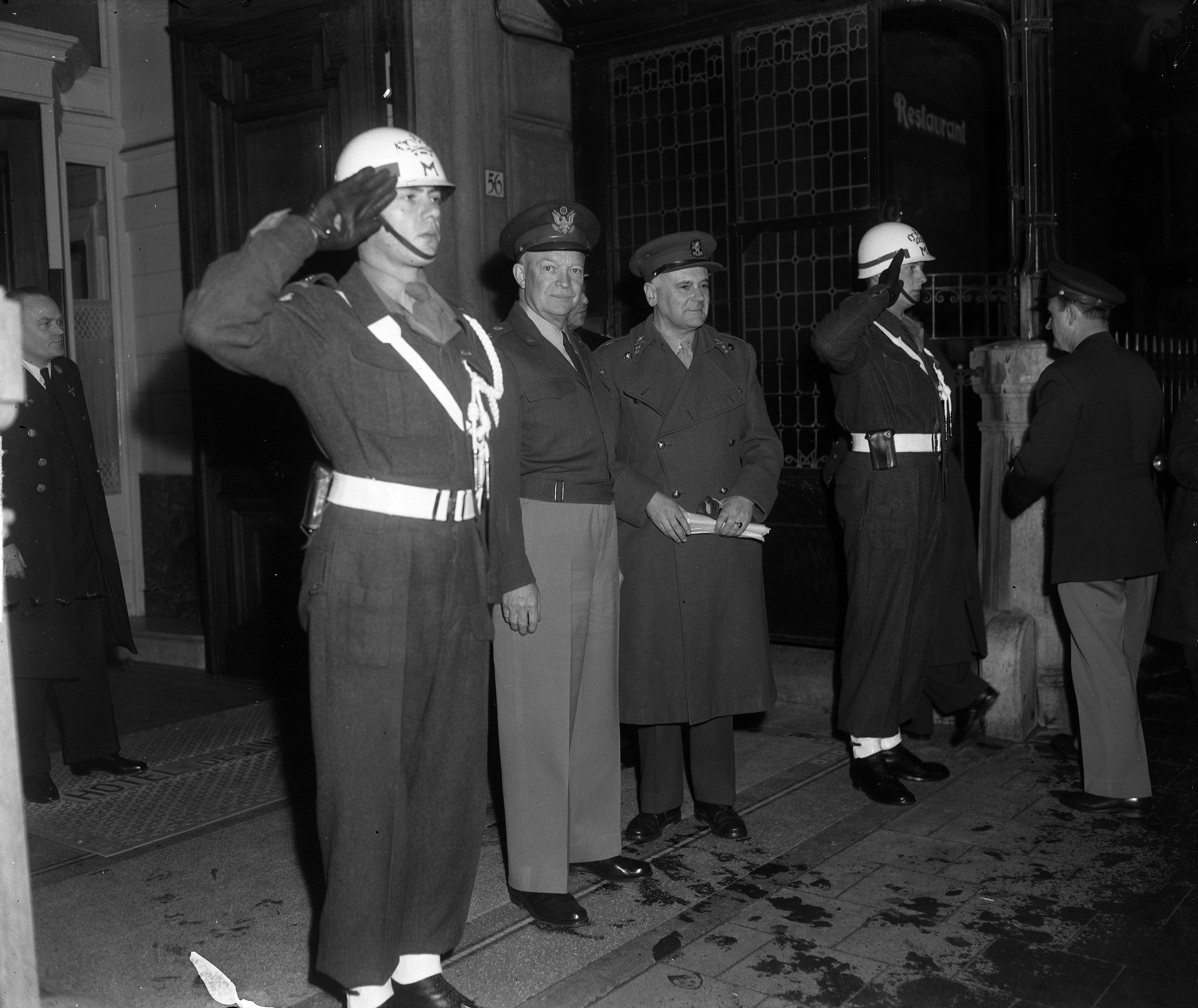
1951: Dwight Eisenhower en generaal Kruls verlaten Hotel Des Indes

- Dwight Eisenhower, 34ste president van de Verenigde Staten
- Winston Churchill, minister-president van het Verenigd Koninkrijk
- Keizer Haile Selassie in 1954
- Arthur Rubinstein, pianist
- Yehudi Menuhin, violist en dirigent
- Edward Heath, minister-president van het Verenigd Koninkrijk
- Tony Blair, minister-president van het Verenigd Koninkrijk
- François Mitterrand, president van Frankrijk
- Danny Kaye, acteur, zanger en komiek
- Charles Lindbergh, luchtvaartpionier
- Michael Jackson, popartiest
- Prince, popartiest